# GS美神 極楽大作戦!!の登場人物
GS美神 極楽大作戦!!の登場人物（ゴーストスイーパーみかみ ごくらくだいさくせんのとうじょうじんぶつ）は、椎名高志の漫画、およびそれを原作とするアニメ『GS美神』に登場する架空の人物の一覧である。

## 美神令子除霊事務所
美神 令子（みかみ れいこ）
声 - 鶴ひろみ、パチスロ版 - 三石琴乃
本作の主人公で、20歳。身長164cm。1972年11月11日生まれ。B/W/H:90/58/90Dカップ。血液型はAB型。美神令子除霊事務所所長で、世界最高クラスのゴーストスイーパー (GS) の一人。
亜麻色のロングヘアで抜群のスタイルと美貌、巨額の資産を持つ文字通りのセレブで天性の女王様。普段着も仕事着も紫色のチューブトップとミニスカのボディコンがトレードマーク。料理、二輪・四輪の運転、スキー、格闘ゲームなど、多岐に渡ってかなりのハイレベルでこなし、新しい物事にも即座にコツを把握して習得する天才肌だが、自分の興味を惹かない物事やお金にならない事にはまったく関心を持たず、年末年始などは寝て凄し、バカンスなどもスポーツより温泉などで自堕落に過ごすことを好む。野球は東京ジャイアンズのファン。その反面、片付けや整理整頓が苦手なようで、住込み助手のおキヌが氷室の実家へ帰省などで数日家を空けただけで事務所がゴミ屋敷と化すほど。
主に使用する自動車は1965年式のシェルビー・コブラ（元は唐巣神父の愛車）と930型ポルシェ911カブリオレ。一人称は「私」（幼少時は「れーこ」）。
プライドが非常に高くワガママで捻くれ者なSな性格。パイロット版読み切り作品である『極楽亡者』を含めた序盤では、「男を色香で惑わす悪女」「大人の女」といった方向付けのキャラとして描かれていたが、話が進んでいくうちに『プライドが高くワガママで傲慢な守銭奴』に固定された。神も悪魔も恐れないうえ、極度の負けず嫌いかつ意地っぱりで、卑怯かつ外道な手段も嬉々として行い利己的・自己中心的である。そのため、敵のみならず味方からですら「傲慢」「性悪」「冷血」「悪魔より酷い」などと形容され、しばしば「クソ女」と評される。
信条は「現世利益 最優先」でお金に対する執着は人一倍強く、西条の誘いでオカルトGメンに所属していた時は、薄給に耐えられずに発狂しかけたほど（ただし、プライドか金かどちらかを選択するかといえば、プライドの方を優先させるようである）。非常に高額な依頼料を取る一方で従業員への給料は極度に渋り（横島:時給250円から、おキヌ:日給30円から）、脱税の常習犯でもある。ただ、精霊石や破魔札などのようにコストに見合う効果があるものへの投資は惜しまない。「太く短く生きる」ことを信条とし、長寿には興味がない。お金が大きく絡むギャンブルが好きだが、ギャンブル運だけは恵まれていない模様。大の酒好きであり、朝は弱い。ただし、よほどの事情があれば不利益になろうと嫌々ながらも頼みを引き受けるなど義侠心も持ち合わせている。冷たいように見えて実は情に厚いが、ここぞという時に非情になり切れない詰めの甘い部分もある。原作者の椎名高志はtwitterにて、「美神は金が好きなのではなく、金を力に変えて屈服させるのが好き」と語っている。
一見ただの性悪女に見えるが、恋愛に関してはウブで可愛らしい面がある。また、気心の知れた者からは素直ではないと解釈され、金に拘ったり高飛車な態度をとるのは照れ隠しと弱い自分を見せないための予防線と理解されている。表面上は気丈に振る舞い突っ張っているように見えるが、内面はとても繊細で恐ろしいほど脆い心の持ち主故に芯の弱いところがあり、本当は寂しがりや。金や商売に関する関係などビジネスライクなものなら駆け引きや腹の探り合いなどには長けているが、父親に似て本当は人付き合いがあまり得意ではない。そのため、学生時代は孤高の存在だったため取り巻きのようなものは数多くいたようだが、横島に出会うまでは心を許し合える友達と呼べるような人間がほとんどいなかった。（主に同性の）年下の面倒見の良い姐御肌な一面もあるが、子供は嫌い。冥子の母が理事を務める六道女学院の霊能科において、時折実技指導の講師も担当しているため、前述の実態を知らない女学院の生徒達からは「お姉さま」と慕われている。
実力は折り紙つきで、GSとしては超一流。ただし、結構抜けているところもあって、イージーミスもよくやらかしている。ヒャクメの分析では霊力の質は神魔両方を備える「神魔混合型」。戦闘での主な武器は神通棍や精霊石やお札など、状況に応じてあらゆる攻撃系のアイテムを使いこなし、拳銃をはじめ手榴弾やバズーカなどの通常武器も多数所有している。攻撃系の能力に秀でている一方ヒーリングなど治癒系の術や、エクソシストのように聖書を用いる術、一定量の霊力を放出し続けなければならない式神の操作は苦手。どんなグロテスクな姿の化け物に襲撃されても動じないが、ゴキブリだけは苦手で見た途端に悲鳴を上げて逃げ回るほど。
母親譲りの時間移動能力をもち、強力な電気エネルギーによって発動するが、コントロールはできないため普段は小竜姫によって封印されている。本編の最終エピソードとなった200年後の未来では「20世紀末最強のGS」と評されている。
父は東都大学教授で動物行動学者の美神（吾妻）公彦。母は世界最高クラスのGSの一人、美神美智恵。特殊な能力が原因で人を避け、主に南米にて学術調査を続ける父とは疎遠。事実上の母子家庭で育ち、中学の頃には尊敬する最愛の母が姿を消したせいで荒れ、髪を短く切りスクーターを走らせるなど不良になっていた時期がある。アシュタロス編の後、20歳年下の妹ひのめが誕生する。なお、物心ついた頃には父親の公彦が既におらず、初めて会ったのは小学生の頃だったと語っている。そのため、父との関係は決して良好とは言えず、唐巣神父から両親の馴れ初め話を聴かされ、父が自分の元にいなかった事の真相を知り和解するまでの長い間、確執を持つに至った。父との複雑な関係が人間関係のスタンスにも影響を及ぼしており、好悪が激しく息の合った女性に対しては普通に接するが、同年代か年下の男性に対しては一定の壁を作ったり敵対するか下僕にするかのどちらかという独特なものとなっている。
毎度横島のセクハラ行為に対して、神通棍でしばくなど過激な暴力でツッコミをいれるのが定番。横島へのツッコミ役であるが、自らがボケ役に回ることも少なくない。思春期以降、美貌やプロポーションに惹かれた男たちに一方的に言い寄られることが多くあまり男性に興味を示さず、エミからはレズ呼ばわりされている。また生活に不自由しない反面、両親（特に父親）に甘えられなかった複雑な事情から家族への強いコンプレックスを抱え「父親の愛情」に誰よりも飢えており、横島の父・大樹や初恋の「お兄ちゃん」である西条、芦優太郎（アシュタロス）のような頼もしく甘えさせてくれる年上の男性には滅法弱い。
横島のことは当初、ただの「丁稚」で奴隷同然の扱いであったが、どんな過酷な扱いをしようとも、またどんな醜い本性を晒け出しても、決して自分から離れて行かないことに安心しきっている。しかし、小竜姫に見込まれた横島が思いがけない成長を遂げ、おキヌなどの周囲の女性たちが横島の良さを理解し始めたことで徐々に気にかけ始め、前世編以降はメフィストの記憶や感情がよみがえり強く意識するようになる。後半はキヌやルシオラに対してもあからさまに嫉妬の態度を示すようになった。
序盤は横島を働かせるために色仕掛けをする事も多かったが、異性として意識するようになってからはそういった行動はなりを潜めていった。普段から横島を邪険にすることが多いが、それは好きな相手に意地悪したいという、幼稚な心理から来る屈折した愛情表現の裏返しでもある。相手を痛めつけたりいじめたりするのは得意だが、優しい言葉をかけたり慰めたりするのは非常に苦手。
連載後期、半ば主人公の地位を横島に奪われた状態になった際、GS美神の主人公はあくまで自分であることをサンデーのオマケ漫画で主張していた。序盤では主人公に近い無類の強さを誇る活躍ぶりを見せていたが、中盤以降は時には負けたり精神的に脆い一面が描かれたり横島を意識したりなどヒロイン的な役回りとなっていった。アシュタロス編以降では、豊富な知識を持っているだけの解説代わりのような役回りにされている。
キャラクター名の由来は美の女神ヴィーナスが海の泡から生まれたことから、「バブル経済から生まれた女神」という意味でつけられている。
アニメでの決め台詞は「このGS美神令子が、極楽へいかせてあげるわ!」。その前置きとして、「ちょっと悪さが過ぎたみたいね」などと述べることもある。
メフィストフェレス
美神令子の前世でアシュタロスに造られた下級魔族。創造主であるアシュタロスの命令で、エネルギー結晶を製造するために必要な霊力の高い人間の魂を集める事を仕事としている。平安時代の日本に現れ、陰陽師の高島（横島の前世）と初の契約のために近づく。露出度の高い恰好をしており、三つの願いを叶えて取引を完了させ、魂を奪う契約を結ぶはずが、高島の予想外の行動と願いに逆に惚れてしまう。しかし、来世である美神たちが現代からタイムスリップしてきた事により、気配が2つになった事を訝しんだアシュタロスから不安要素ありと判断され、クリエイターであるアシュタロスに捨てられてしまう。その後、アシュタロスを裏切り、魂の結晶体を奪った。また、外見は基本的に美神に瓜二つだが、魔族であるためエルフのような耳、青白い肌、美神と比べると若干吊り目で胸がやや小さいのが特徴。見た目は成人女性だが高島と出会った時には造られてから10日しか経っていないので、「愛」や「惚れる」という事に関しては全くの無知であるなど、知識面では赤ん坊に近い状態だった。しかし、横島への好意を素直に認めようとしない美神と違って、高島への恋愛感情をストレートに現す等、脆い一面がありながら感情表現は直情的で一途。
高島の二つ目の願いで人間となり、西郷の妹として葛の葉（陰陽師安倍晴明の母とされる）を名乗った。横島や西条とはこの頃からの因縁を持つ。また、造物主であり父親であるアシュタロスに対しては魂のレベルで支配されているが反骨精神を受け継ぐ。また、来世の美神の魂にも影響を与えており、美神が好戦的で自分より強い相手を見るとファイトが沸くタイプなのは、このせいである。
後に登場するルシオラたち三姉妹の姉にあたる。メフィストの離反により彼女たちに安全装置として「10の指令」が課せられる。ルシオラたちと違って作中では昆虫から造られたという記述はないが、潜伏中「蛾」の姿に変化していた。
美神令子（未来）
劇中からとある時間軸の10年後で横島と結婚した美神本人。10年前（現在）の時代での除霊中に、右肩に受けた妖蜘蛛の遅効性の妖毒によって病の床に瀕している。病気のせいで、霊力や生命力が低下しており時間移動ができなくなっている。夫である忠夫に対して絶対の信頼と愛情を寄せている。外見が大人っぽくなった忠夫と比較すると、後ろで纏めた髪型以外の容姿は現在とほとんど変わっていない。しかし、現在と比べると強烈な性格は成りを潜め、母の美智恵譲りの落ち着いた雰囲気や柔和な表情をするようになった。しかし、夫の忠夫によれば「今の方が若くて可愛い」との事である。なお、姓が「横島」なのか「美神」のままなのかは不明。
なお、現在の美神が将来は丁稚である横島と結婚すると知ったら、歴史を変えようと暴走するだろう（未来の令子の懸念通りとなった）と見通した上で、過去の自分宛てに手紙を書き忠夫に託し、それが事態を打開する重要な鍵となる。
現代のようなボディコンをはじめとする露出度の高い服は着ておらず、代わりに扉絵などではスーツなどシックな服装を好むようになっている。
横島 忠夫（よこしま ただお）
声 - 堀川亮（現・堀川りょう）
本作のもう一人の主人公で、17歳の高校2年生。
身長175cm。1976年6月24日生まれ。血液型はO型。海外赴任中の両親と離れ、アパートで下宿中に偶然見かけた美神の色香に迷い、超薄給かつ奴隷同然の待遇で、彼女の助手（アルバイト）を始める。頭に巻いているバンダナがトレードマーク。好きなものはハンバーグ、嫌いなものはタマネギとヤモリ（美神にヤモリを食わされそうになってタマネギとヤモリは嫌いと泣き叫ぶのが定番）。野球は大阪タイガースのファン。
女性の姿形をしていれば神も人外もなく欲情する煩悩の塊。見境無くアタックやセクハラを繰り返し、しばしば美神の着替えや入浴を覗いては半殺しの目に遭う。一度激怒した美神に通報され、チカンで警察に逮捕されている。女性が原因で散々な目に遭い続けるが全く懲りない。一方でロリコンは否定している。また口では過激なことを要求する割に奥手で、相手がOKだと言うと急に腰がひける臆病者。また、自分に向けられた純粋な好意に対しては超が付くほど鈍感。原作者の椎名高志は、Twitterにて「横島はエロいんじゃなくて、女性からの承認に飢えすぎている」と語っている。
劣等感の塊で「自分ほど信じられんものがこの世にあるかーっ」と断言するほど自己不信が強く、ピートのようなイケメンや大樹、西条のようにデキる男に対しては敵意を抱き、隙あらば容赦がない。ちなみに自己不信の原因は、幼い頃から母親に躾と称した容赦ない体罰を受けてきたため。また女好きだが女性を蔑視した発言も多い上、おキヌやルシオラ（場合によっては美神も）のように自分に恋愛感情を持つ女性に対してカッコつけたがる反面、思った事をすぐ口に出してしまうため肝心なところでどつきたおされる。
生まれは東京だが、小学生時代を大阪で過ごしており時折大阪弁が出る。どんな状況からも、「あー死ぬかと思った」と言いながら何事もなかったかのように帰還する（しかし大気圏突入を敢行した際には一時的な記憶喪失に陥った）。妄想癖があり、特に美神やキヌ絡みの妄想は多い。
性根は心優しく情にほだされることも多い。初期は人間の女性には全くモテず、ナンパをして合計40人（アニメでは45人。ナレーション担当の見鬼くんに「モテない男の日本代表」とまで言われた）にフラれたこともあり、前述の女性蔑視発言はナンパ対象にすげなく扱われたことと自己不信が原因。だが、幽霊や妖怪の類には性別に関係なく好かれやすい。また、美神やキヌも含め、身近で好意を抱いている女性の存在に横島自身が気付いていないことも多い（前述の自己不信から「自分がモテる訳がない」と考えている他、普段から周囲からの扱いが酷すぎるのも大きな要因）。GSとしての実力が身についた中盤以降は相手の方（小鳩や愛子、シロ、ルシオラなど）から熱烈にホレられる機会が増える。しかし、小学生の頃にはかなり女子に水面下でモテていたらしく、初恋の相手である夏子曰く競争相手が多いとまで言われていた。
良くも悪くも美神令子最大の理解者。美神の扱いに関しては実の母親以上に長けており、カネや脅迫以外の手段で動かすことが出来るほぼ唯一の人物。ただし、悪口を言ったり、あえて攻撃するなど大抵の場合自分の身と引き替えになる（他のキャラは恐ろしくてできない）。
父母の血ゆえか商才が高く、オカルトGメン参加のため不在だった美神に代わって所長代理となった際には、食いはぐれていた仲間のGSたちに協力を呼びかけ大幅な黒字を計上している。遊びに関しても天才的な才覚と情熱を持っており、小学生時代はミニ四駆の全国大会で3年連続優勝を飾るほどの伝説的な腕前を持ち、「浪速のペガサス」の異名を持つ。呪われたクレーンゲームにおいても美神たちが囚われたときは一人で全員を救助した。実銃など触ったことはないはずだが、射撃もかなり上手い。
連載初期から小竜姫の指摘で霊能力を持つことが示唆されていたが、魔族との戦いが本格化した劇中中盤以降で全GS中最高の潜在能力を開花させる。身体能力・反射神経ともに異常に高く、至近距離から撃たれた銃弾を見切り、「ゴキブリ並みの生命力」といわれるほど打たれ強い（普段から美神に折檻されているせいでもある）。
物語序盤では本能の赴くままに行動し、シリアスな場面でもギャグ要員として活躍。弱者には高圧的に振る舞い強者には媚びるという典型的小物として描かれていた。GS試験への潜入で小竜姫の竜気を受けたバンダナに導かれ霊能力を覚醒させると、数々の戦いの中でその力は急速に増大する。特に斉天大聖の修行を受けて以降の戦闘では、人間界の主戦力として活躍を見せるようになり、シミュレーターでの訓練において本気の美神令子を倒した。小竜姫にシャドウを引き出され、「サイキック・ソーサー」から「栄光の手」を経て、「文珠」を獲得している。
ただ横島にとって霊力以上の武器が「機転」であり、絶体絶命のピンチを発想の転換で乗り切る場面は初期からみられる。文珠習得後は咄嗟のアイデアを実現させる機会が広がり、アシュタロスさえも手玉にとった。
物語のクライマックスではGSとして美神を大きく上回る実力を得たことを示唆する描写がいくつも見られ、ほとんど主人公としての扱いを受ける。また、アシュタロス編以降はおキヌと共に美神のミスの尻拭いに奔走することも多かった。絶大な力を秘めているものの、その力を引き出せるかどうかは煩悩に左右される。“人間的に成長したがため煩悩がなくなり逆に霊力が落ちる”といったあまり例のない事態にも遭遇する。
赤ん坊の頃に美神と会ったことがあったり、陰陽師だった前世で美神の前世と愛し合うなど、深い因縁を持つ（小説版では小学生の頃にも美神と出会っているが、当初は忘れていた）。
名前の由来は邪（よこしま）から。
高島（前世）
平安時代における横島の前世で、陰陽寮に所属する陰陽師。他者が使用する霊符を無効化する術を使うなど非常に優秀だが、極端に女癖が悪く貴族・平民問わず、若い娘のいる家に夜這いを掛け挙句の果てに当時権力の絶頂にあった藤原氏の姫君に手を出して死罪を言い渡された。高島自身は「誰からも愛されなかった」と述懐している。
処刑を控え、牢に入れられていた所を襲撃してきたメフィストに契約を持ちかけられる。上手く出し抜こうとひとつ目の願いで「俺に惚れろ」と言い放ち、紆余曲折の末に本当に惚れられてしまう。アシュタロスに額を撃ち抜かれ一撃で殺されるが、後世である横島の魂から一時的に蘇り、ふたつ目の願い「メフィストが人間になる」、みっつ目の最後の願いで「また会おうな」と言い残して横島の魂の奥底に消えた。
横島 忠夫（未来）
劇中から10年後のとある時間軸から死に瀕した妻・令子を救うためにタイムスリップしてきた横島本人。美神たちに対しては「横島タダスケ」と名乗る。その超人的な実力と実戦経験からGSとして屈指の存在となっている。事情を知らない現代の美神も素直に認めるほど。神通棍やアイテムの扱いにも長けており、厳しい修行の末に文珠を自在に扱えるようになっている。14個の文珠を用いて自らの力だけで時間移動を行った。結婚後も令子が入院している病院に、勤務している若い看護婦に手を出すなどスケベで女好きは相変わらずだが、アタマの回転も早く懐も深い。また、ライフスタイルも変わったようで、大金を手にしても平然としていた。令子と結婚するまでかなり苦労したようで、現代の横島から元は取れたのかと聞かれたら、赤字であるとの事。ただし、肝心な所でドジをするのは相変わらず。令子とは強い絆と信頼関係で結ばれ、“ウチのヤドロク”呼ばわりされている。
現在の横島から10年先の未来の姿とされるが、本来受けていないはずの妖毒を過去の自身が受けて毒が発症する、令子と結婚した事が本人にばれる（後にこれは文珠で記憶を消去している）等、その点を含めて現在の横島の歩む歴史が彼の歩んだ歴史と微妙に異なる事から、必ずしも過去の横島が美神と結婚した未来＝現在の自分自身に行き着くという保証は無いと、作中でタダスケも言及している。
横島・影法師（ヨコシマ・シャドウ）
横島の霊格・霊力を具現化した存在。影法師は本来、美神や雪之丞達のように鎧が収束したような姿が一般的であるが、彼の影法師は一見するとピエロのような意思を持った小人であり、小竜姫をして「こんな情けない影法師は初めて見た」と言わしめた。しかし「美神の下着」をエサに提示されて行動を翻したり、小竜姫の加速に追いつくなど、性格や行動原理は横島そのもの。ただ横島本人と異なり、常に大阪弁を喋る。
おキヌ
声 - 國府田マリ子
本人は自分の名前を「キヌ」としているが、みんなは「おキヌ」と呼んでいる。
300年前に15歳で一度死んだ村娘の幽霊。巫女装束がトレードマーク。身長156cm。B/W/H:78/56/80Aカップ。血液型はO型。序盤では幽霊らしく足が描かれていないことが多かったが、途中から足が描かれるようになる（アニメでは当初から描かれている）。
美神と横島が雪山で遭難したワンダーホーゲル部の男の霊を除霊するために訪れた御呂地岳で地縛霊としてすごしていた。最初は横島を身代わりにして解放されようとするも、美神の力により地脈から解放される。成仏の仕方がわからず、超薄給（日給30円）で美神事務所の一員となる。
現代文明に毒されておらず、純粋で温厚かつ誠実な性格。美神除霊事務所の良心で、誰にでも心優しく世話好きで、生前は、孤児達の面倒を見ていたため、子供嫌いな美神と違ってとりわけ子守りが得意。家事万能で事務所だけでなく横島のアパートも整理整頓し、横島が食い詰めた際には金を工面して助けていた。ただ、横島のエロ本を、それと知らず他の物と一緒に整理整頓してしまったり、パンツの黄ばみの落とし方を美神に相談したりするなど、男女関係にはかなり疎かった。
幽霊でありながら、霊能力のない普通の人にも見ることができたり、物を持ち運んだり、場合によっては破壊することもできる（視認・物理干渉を自在にON/OFF可能という）ベテラン幽霊で、近所の善良な幽霊たちからの信頼も厚い。生身の人間との関係も良好で、常連であるスーパー「マルヤス」の店主からは、「そこらの生きてる奴より信用できらあ」と評されるほどである。少々天然ボケで、生きた人間なら即死するような物理攻撃を受けた直後に「死んでてよかった」と言うのが定番。趣味や好みが古風で時代がかっている。また、芯は強く頑固なところがあり、自分が一度こうだと決めたら断固として譲らない。
横島にほのかな好意を寄せており、横島が“美神を除く”他の女性と親しくしようするとヤキモチを焼く。ただ、肉体がないため感情的に意識することはほとんどない。また、普段は横島の身を案じているが、「横島が死んでも幽霊になるなら構わない」とも考えており、悪気はないものの無神経な発言をすることもある。
普段着の巫女装束は、死装束として死亡時着ていたもの。霊体であるゆえ普通の服は着られないが、後に横島からクリスマスプレゼントとして幽霊でも着られる洋服をプレゼントされたり、妖怪“コンプレックス”の作り出した水着を着せられたりしている。
300年前に強力な地霊（死津喪比女）による山の噴火を鎮めるために捧げられた人柱であり、現代に復活した死津喪比女との壮絶な戦いの後、反魂の術で生き返り、自分を幽霊として封じた霊能者の末裔である氷室家の養女となった。
生き返った際に幽霊時代の記憶をすべて失い、一度は美神達から離れて氷室家の人々と暮らしていたが、肉体と霊体の結びつきが弱いため霊団（多数の怨霊）に襲われ、かすかに残る事務所の記憶を頼りに美神たちに助けを求めた。記憶を取り戻してからはネクロマンサー（死霊使い）としての能力を発現。再び美神の助手として事務所に住み込み、冥子の母親が理事を務める「六道女学院」の霊能科に編入学し、GSをめざすことになった。
300年も幽霊をしていたため、霊魂と肉体の接続が不完全で、幽体離脱も容易にできるため特技と化している。アシュタロス編の終盤で美神の魂が四散した際には魂のない美神の肉体を維持するため憑依した。「ネクロマンサーの笛」で霊魂や下級魔族を操ることと、微弱な心霊治療（ヒーリング）能力で美神たちをサポートする。またアシュタロス編でヒャクメから「千里眼」を預けられ、南極決戦ではチームの「眼」として活躍した。
彼女の除霊法は、悪霊を共感と説得によって成仏させるという美神とは正反対の方法。相手と意志の疎通がとれればスムーズに除霊できるが、そうでない場合は苦戦する。
幽霊だった頃と比べ横島への恋愛感情をはっきり意識するようになり、横島に自ら寄り添うなど、行動が積極的になったが、反面男性のスケベ心には不快感を持つようになっている（幽霊だった頃は横島に押し倒されたこともさして気にしていなかった）。また美神を含む他の女性キャラへの対抗心をみせるようになり、性格や立ち位置にも変化が見られるようになった。ただし、横島からは美神のスベリ止めのような気の毒な扱いしかされていない（妄想の中でさえ「浮気」と「貧乏」に泣かされている）。美神からは妹のように可愛がられており、何度か一緒の布団で寝ている姿が描かれている。極度の下戸であり、酒を一口飲んだだけで潰れてしまうほど。
「スリーピングビューティー」収録の単行本20巻裏表紙では「極楽ワールド唯一の正統派ヒロイン」と紹介されている（作者公認）。物語終盤では、美神と横島の因縁がメインとなったことやルシオラの登場もあり、扱いが小さくなっている。ユニコーンに「最近影薄い」と言われたこともある。
幽霊時代着用していた巫女装束は、除霊時の正装となった。そのため生き返ってからは普段着として様々な服装をしている。ただ、セーラー服（氷室家での学生生活時）、ブレザー（六道女学院編入後）、オカルトGメン制服などコスプレ紛いの格好が多い。合気道を得意とする資質を垣間見せたが、運動神経は良くない。
なお、原作者の椎名高志は「おキヌが生き返って人間になる」という構想を、本来は最終回のために温めていたとの事である。
犬塚 シロ（いぬづか シロ）
犬神族で人狼の少女。剣術に長け、サムライ言葉でしゃべる。自身の霊波刀を強化するため、強力な霊波刀「栄光の手」を使う横島に師事したことから師匠と慕うようになる。
最初は短髪の子どもの姿であったため、横島からは少年と思われていたが、ポチとの対決で重傷を負い「超回復」してからは急成長を遂げ、髪も伸び、出るところも出て女らしい姿になる。夜間しか人間の姿になれず、昼間は精霊石を持たなければ狼の姿になってしまう。
趣味は散歩。毎日朝晩横島をつき合わせ、数十キロ引きずり回している。犬呼ばわりされると怒るが、性格や行動は犬そのもの。また極度に食い意地が張っており、横島との出会いも空腹に負けて横島が晩飯に購入した牛丼に釣られたことによる。
人狼ならではの超感覚を生かして、後にタマモとともに美神除霊事務所の屋根裏部屋に助手として住み込むことになる。タマモとは当初犬猿 (?) の仲であったが、霊象事件の捜査を通じて和解、犬族同士の連帯感のようなものも芽生えているようである。
人狼一族にとっては貴重な女性でとても大事にされているが、本人にそうした意識は乏しい。横島を異性と認識して好意を寄せているが、実年齢が小学生ということもあって子ども扱いされている。
タマモ
800年前に退治された白面金毛九尾の狐・玉藻前が転生した姿で、見た目はシロと同じくらいの少女。様々な姿に変化したり、幻術で相手を混乱させたり、狐火を使うなど様々な能力を持つ。
殺生石の封印が解けた後、国を滅ぼす悪しき存在として日本政府に追い回され、退治の依頼を受けた美神に同行していた横島とおキヌに匿われるが、すっかり人間不信になっており、二人を騙して逃走。その後、郊外の片田舎に移ってきつねうどんの無銭飲食を繰り返していたが、事件を聞きつけた美神達によって再び捕らえられる。そして、契約違反の発覚を恐れた美神に「人間社会の常識を身に付ける」名目で助手として雇われ、美神除霊事務所の屋根裏部屋にシロと同居する。
性格はクールで気まぐれな性分。素直ではなく心を閉ざしがちだが、仲間を守りたいという気持ちは強い。知識に関しては長けているが、人生における経験は少ない。
鈴女（すずめ）
作中で絶滅危惧種とされるいたずら好きのピクシー。繁殖のために世界中を旅してきたが、ずっと1匹だけでいたため性的な価値観がずれ、レズっ気の濃い性格。美神達で常識を教えるため、屋根裏に住み着くこととなったが、その後は登場しない。
渋鯖人工幽霊壱号（しぶさばじんこうゆうれいいちごう）
戦前のオカルト研究家・渋鯖博士によって作り出された人工霊魂。戦後のどさくさに手続きを行い、渋鯖博士の息子として上記の名義で合法的に屋敷を所有していた。強力な霊能力者のエネルギーを受けていないと消耗する。メドーサとの戦いでビルごと除霊事務所を破壊されて行き場を失くした美神の前に現れ、屋敷を事務所として提供した。実体はなく、普段は屋敷に宿り結界の管理などを担当しているが、仕事に出る際には自動車に憑依して同行し、美神達をサポートする。
「暗殺のソロ!!」でおキヌに侵入者を教えないなど、後期ではあまり出番がない。
「いちごう」の表記は、話によって「壱号」「1号」「一号」が混在している。

## 小笠原エミ除霊事務所
小笠原 エミ（おがさわら）
声 - 富沢美智恵
小笠原エミ除霊事務所所長。日本最高の呪術師。愛車はビモータYB-4。美神のライバルで、対立の多い犬猿の仲。黒魔術を中心とした呪術 が得意。美男子好きでピートに言い寄っている。二人称は基本的に「おたく」で、語尾に「〜なワケ」とつけて話すことが多い。毒舌家。褐色の肌に長い黒髪をしたエキゾチックな風貌の美女で、美神に負けず劣らずのプロポーションの持ち主でもある。野球は筋金入りのドラゴンズ ファンで、負けたことが原因で妖怪側に寝返ったこともあった。好物はエビフライ。
10歳の時に両親を亡くし、叔母に引き取られるが、そりが合わずに家出。呪いを用いた殺し屋稼業をしていたが、ある事がきっかけでゴーストスイーパー(GS)を志す。裏社会の人間に対しては容赦がない。美神への対抗心が強く、一時「年俸2000万」で横島を引き抜いて助手にしていた。自らの放った呪いの暴走で助手チームが全滅し、新たにタイガーを雇う。令子と同じように、冥子の母が理事を務める六道女学院において、インストラクターを担当する事もある。
GSとして用いる必殺技は周囲の悪霊を一掃する霊体撃滅波（3分→30秒の前準備あり）。武器としてブーメランも使用する。興奮すると踊り出してしまうクセを持つ。
専ら犯罪組織に対しての警告・自首の強要目的とする警察や国際機関の依頼を受けて仕事をする（以前は公安の依頼で犯罪者の“暗殺”も行っていた）。その一方で、強力な敵と戦う際には令子と共闘することも多く、いわゆる「GSチーム」の一員。令子とは犬猿の仲で貶し合うが、実はお互いを理解し、腕前を信頼しあっている。ただ、同属嫌悪に近い感じではあるが、違いは令子ほど金にがめつく無く、男性(美男子)への興味が高い点である。
GS試験では冥子の暴走に敗れて3位に甘んじた。さらに助手（タイガー）が二次試験トーナメント1回戦で敗退しているのに対し、横島がトーナメント2回戦を通過してGS資格を得たことで再び苦汁をなめることになった。
イケメンが大好きでピートに対しては初対面のときからあざとい手段でアプローチを繰り返していたが、ピートが高校編入で横島やタイガーとの友達付き合いが増えるにつれほとんど絡むことがなくなる。
後期は、助手で弟子のタイガーよりも出番は少ない。呪い主体という能力の性質もあって強力な魔族相手では戦力になりにくい事情もあるが、南極決戦では「聖」の結界を張る唐巣と並んで「魔」の結界を張り、パピリオの攻撃を防いだ。東京決戦では美神を失って暴走しかけた冥子をはり倒して落ち着かせ、落ち込む横島を力づくで励まして立ち直らせるなどセリフや役回りでの活躍が主体となる。
ライバル役らしく美神を殺して主役の座に躍り出ることを目論んでいたが、コミックス最終刊（39巻）にて美神たちが死後悪霊化した最終話に続いて、自身を主人公とした「GS美神極楽大作戦外伝・GSエミ魔法無宿」が掲載されたため、意外な形で実現を果たすこととなった。
タイガー 寅吉（とらきち）
声 - 江川央生（PCエンジン版）
エミのアシスタントチーム全滅後、新たに雇われたエミの助手。広島弁を喋る巨漢で、女性には全く免疫がない。強力な精神感応能力者であり幻覚をみせる。自らを虎と化す事で力を発動するが、強力過ぎるためにエミの奏でる呪笛の音による制御下でしか実力を発揮できない。エミとの相乗効果によってその力を広大な範囲にまで及ぼす事が出来、その力は一度は美神を下しかけたほど。能力の使用には時間制限があり、それを過ぎると理性が消え、生殖本能に従い俊敏な動きで女性を襲う。そのため故郷では「セクハラの虎」の異名持ち。基本的に後方支援が主であり、エミの登場時やGSチームの総出動には参加しているものの出番やセリフは多くない。そうした自ら出番とセリフの少なさをネタにしている（ただし中盤以降の登場話数はエミよりも多い）。
転入後は横島、ピート、愛子のクラスメイトになる。除霊委員を任命されてからは4人でグループとして活動。横島と同様に薄給らしく貧乏。タンパク質に飢え、昼食時は、女生徒がピートに作った弁当を強奪する。女性に積極的な横島を慕い、感極まって彼に抱きつくのが定番。窮地に陥るとエミに抱きつく。クリスマス編以降は一文字魔理といい関係になったらしいが、その後どうなったかは不明。
GS試験編では予選敗退してエミにしばかれた。
ヘンリー（アニメ版 アーノルド）
声 - 池水通洋
ボビー（アニメ版 シュワルツ）
声 - 平野正人
ジョー（アニメ版 ネッガー）
声 - 梅津秀行
小笠原エミの助手で、彼女が霊体撃滅破を使う際には周囲を囲い肉の壁となる（タイガーは1人でこなしている）。原作では美神とエミの呪い合戦に敗れて再起不能となり退場したが、アニメ版では何度か登場した。アニメ版の名前は繋げるとアーノルド・シュワルツネッガーになる。また、シュワルツとネッガー（原作のボビーとジョー）は、容姿が逆になっている。
隊長格のヘンリーには男色の疑いあり。

## 六道家
六道 冥子（ろくどう めいこ）
声 - 西原久美子
六道家に1000年以上伝わる式神十二神将を使役する式神使い。箱入り娘で、天然ボケで常識外れ。感情の起伏が激しく、GSと思えないほど弱い精神力の臆病者。美神とはGSの国家試験の会場前で出会う。式神を大勢引き連れて移動していた際（アニメではそれに加え、試験に対するプレッシャーから式神を暴走させた）、周囲の人の迷惑になるから式神をしまうよう注意され、以後自分を怖れて避けなかった美神を慕うようになる。しかし美神にとっては苦手な相手であり、試験会場前での一件を悔やんでいる。セリフは間延びしており、さらにボケをかます。アニメでは時折お嬢様口調で話す。ニンジンとレバーが嫌い。
式神は、普段自身の影の中に宿し必要に応じて呼び出すものだが、冥子の場合は用もないのに出している事が多く、コントロールは非常に不安定。些細な事でもすぐ動揺する性格のため、高頻度で暴走（プッツン）し、危険排除のために式神が周りの全てを破壊しつくす。彼女の暴走は、GSチームにとって敵の攻撃以上の脅威であり、敵以上に味方から恐れられている。そのため、GSとしての除霊依頼の成功率が異常に低く、一時期はGS協会が冥子のGS免許の停止処分並びに剥奪を検討したほどである。
幼い容姿と飄々とした性格とは裏腹に式神を12匹同時に操ることが出来る（美神やエミでも複数を同時に操るのはできない模様）凄まじい霊力を持ち、プロとしての知識も一応は持っている。GS試験では、エミには勝って二位になる。ただし、性格的に荒事にはまったく向いておらず、運動神経も良いとは言えないため式神がなければ並以下の腕前。実力は美神やエミに匹敵するも、実践が全く伴っていない。母親に式神を取り上げられた際にも代わりに宛がわれた横島やタイガーが必死になってフォローして漸く何とかなっていた。また、普段でも式神を召喚してしまう癖があり、移動する時も歩こうとせずインダラに乗って移動することが多い。また、令子やエミに出会うまで、友達と呼べる存在がいなかった。
容姿・性格のため幼く見えるが、実は令子より年上。とぼけた性格とは裏腹にガードは堅く、横島のセクハラを一度も許していない。
六道家は広大な屋敷や、自家用クルーザーなどを所持していることからかなりの資産家。父親は毎回影や身代わりでその正体は謎に包まれている。
六道 第48代
声 - 山口奈々
現在の六道家当主であり、冥子の母親。冥子が生まれた際に式神を託し、娘の傍に居れば式神を自在に操ることができる。似た者親娘で、精神力の弱さも娘といい勝負。何かというと式神を暴走させてしまう冥子を心配し、一時期彼女から式神を取り上げて美神とエミに預け、修行させた。また、彼女が冥子の側にいる場合は、冥子がプッツンしたとしても式神たちの支配下が彼女に移るため暴走したりはしない。ピーマンが嫌い。
GSとしての実力は定かではないが、GS育成を目的とした「霊能科」を持つ「六道女学院」の理事をしていたり、美智恵がGS見習いとして師事していたり、唐巣神父も敬語で接していることなどから、GSたちの世界ではそれなりの地位と名声を持っている様子。実力は高いが実践がまったく伴わないタイプ。また、神や悪魔さえも恐れない令子でさえ、母の師匠と言える存在から頭が上がらず逆らうのを良しとしない数少ない人物。
六道 初代
式神を封じたとされる六道家の初代。姿は十二単を着た姫君。“死の試練”にて、被験者の力を試すために登場するが、いきなり自分の末裔を令子と間違えるなど大ボケぶりを発揮する。冥子をくだらない方法で怯えさせるが、タイガーの能力で冥子の外見が変わるとパニックを起こした。六道家が代々、高い実力と弱い精神力を受け継いできたことを裏付けた人物。

## 唐巣教会
唐巣 和宏（からす かずひろ）
声 - 曽我部和恭
腕利きのエクソシスト。北海道旭川出身（アニメではとある村の出身）。45歳。お人好しで頭は薄く近眼。仲間内からは親しみを込めて唐巣神父と呼ばれている。
美神やピートの師匠でゴーストスイーパー業界でトップ10に入る腕前。弟子（令子）の金への執着心を苦々しく思いながらも、師匠として温かく見守っている。一方で令子の側は金銭欲のない彼をかなり軽侮（心の底では心配）している。貧しい人の依頼も進んで引き受け、報酬を受け取らないことも多いため生活は清貧そのもので、時には空腹で倒れる。
元はキリスト教の神父であったが、除霊のために教会に無断で異教の儀式を行ったために破門されている。そのため、神父というのは単なるあだ名である。
劇中の現代より21年前、神への信仰心が揺らぎゲームセンターに入り浸りするなど街のチンピラ同然にやさぐれていたとき、美神美智恵と吾妻公彦に出会い、その時の事件をきっかけに信仰心を取り戻した。美智恵に惹かれたが、彼女は公彦に惚れ込んでしまいその想いを伏せたまま終わった。その後イギリスへ渡り、吸血鬼ドラキュラを退治した科学者の孫であるヘルシング教授の下で修行し、日本で私財を処分して自分の教会を作った。美神の愛車（コブラ）は元々除霊対象として引き取っていた彼のものらしい。
美智恵らと出会った当時は、髪も豊かで、45歳時と比べるとワイルドで精悍な容貌だった。飲酒・喫煙もしている。また、隠れSFファンだったようであり当時一大ブームを巻き起こしていた『宇宙戦艦ヤマト』や『スター・ウォーズ』にのめり込んでいたようである。
劇中の主要キャラでは数少ない常識人。信仰がらみとなると心を痛める場面が多かったが、弟子（令子）に毒され、回を追うごとに毒づいたり、地対空ミサイルランチャーを持ち出すなど過激になっていった。また、過去にやさぐれていた頃は現在と違って除霊のやり方もかなり強引なものだった。
空腹に倒れた唐巣のため、教会裏に美神が家庭菜園を作ったが、そこで獲れた“生きた野菜”は当初の意図とは異なる形で唐巣の力となっている。顔のついたトマトは唐巣教会登場シーンでは定番。
10年後の未来では日本ゴーストスイーパー協会の会長に就任した模様。
ピエトロ・ド・ブラドー
声 - 森川智之
その昔ヨーロッパを荒らしまわった吸血鬼ブラドー伯爵と人間の母との間に生まれたヴァンパイア・ハーフ。外見は10代後半で、実年齢は700歳以上の年長者。愛称はピート。
ヴァンパイア・ハーフであるため、吸血による相手を支配する魔力は弱く、数週間しか持たない。得意技は、蹴り技を中心とした格闘技と両掌から閃光を放つダンピール・フラッシュ、体を霧状にするヴァンパイア・ミスト（一人だけなら一緒に霧化出来る）。飛行能力も持つ。ニンニクは駄目だが、太陽は平気。後述のコンプレックスも含めて吸血鬼という立ち位置からくる言動の端々にナルシスティックな面も持つ。
仲間たちのカンパで来日し、旧知の唐巣神父に師事。GSを目指す。唐巣教会で師匠と一緒に生活し、生活費には困窮している。普段の食事はバラの花から精気を摂っている。
基本的に誰にでも優しい性格で正義感が強い「GSチーム」のツッコミ役。生真面目なため、邪悪かつアナクロな吸血鬼（ブラドー）の息子である自分にコンプレックスを抱き、実力を出し切れずにいた。しかし、GS試験で美神からの叱咤激励及び雪之丞と戦う中で、吸血鬼の息子と唐巣神父の弟子、両方が自分自身である事を悟り、神聖な力と吸血鬼の能力を同時に操ることができるようになる。GS試験に現れた謎の美女ミカ・レイに好意を抱いた様子（?）。
横島が呪うほどの美男子かつ性格も良いため女性にはモテるが、女誑しではなく奥手。女性に手をあげることは出来ず、アン・ヘルシングの襲撃を甘んじて受け続けるなどフェミニスト。作中では度々エミに言い寄られては困惑している。実は凄まじい音痴で、ごく普通のピアノで校舎全体のガラスを粉砕する怪音を発する。
ICPOの超常犯罪課（通称オカルトGメン）に入るのが夢だが、13世紀（1200年代）の生まれで育ったのは絶海の孤島と就学経験が無かったため、必要事項（高卒資格）を得るべく横島の高校に編入した。横島、タイガー、愛子とはクラスメイトでグループを組む。高校でもモテるが、横島とタイガーに妨害されるのが定番。クリスマス編における六道女学院との合コンでは、雪之丞とタイガーの策略でニンニクを盛られ撃沈。ただ一人、割を食った。
ゴーストスイーパー試験で戦った伊達雪之丞とはライバル関係。実力は高いが父親以外には主要な敵キャラを退けたり倒した描写はなく、かませ犬扱いになることが多い。
作中から200年後の世界が舞台となった最終話に変わらぬ姿で登場した唯一の人物（美神たちは悪霊化し、マリアは後継機。カオスは話題のみであったため）。オカルトGメン極東支部に所属する『大佐』となっており、美神事務所だった土地を買い取るなど、経済的にも不自由は無くなっている模様。
『GSホームズ 極楽大作戦!!』第2話ではホームズと共にモリアーティ教授と対決した事がある。

## ドクター・カオス関係
ドクター・カオス
声 - 千葉繁
「ヨーロッパの魔王」と呼ばれるマッドサイエンティスト。白髪に黒マントという老人で1051歳の最年長キャラ。フルネームは不明。登場序盤は美神除霊事務所と敵対していたが、ブラドー島での戦い以降では共通の依頼を受けたり、利害の一致などから基本的に味方になっており、GSチームの一員的存在になる。
古代の秘術により不老不死となっているが不完全なもので、実際には長い時間をかけて徐々に肉体は朽ち、脳細胞も既に全て活用しきっているために物覚えが悪い。新しい事を覚えると過去の知識や技能をトコロテン式に忘れてしまう。そのため、ロクでもない発明品しか作ることができず、金銭的に困窮しており、セコくてガメつい小人物になっている。来日後はボロアパート「幸福荘」にマリアと暮らしているが、家賃を滞納しているせいで大家の婆さんにアタマが上がらない。昔話が好きで興が乗ると過去の自慢話をするが、マリアからは「その話は○○○回目です」などと冷静にツッコまれている。
胸に描かれた紋章から怪光線を発射することができるが、本格的な実戦で使用された例は皆無で、ほとんどマリアに任せきっている。
今でこそただのボケた爺さんだが、若いころは魔族が仲間に引き込もうとするほどの頭脳を持った天才錬金術師で美男子だった。絶頂期（1242年頃）には、ペストを蔓延させた吸血鬼ブラドーを圧倒して眠りにつかせるほどの力を持っており、「カオスフライヤー1号」などの戦闘機や銃器、現在では手に入らないほどの強力な破魔札や人工霊魂（マリア）を作ることができた。
『GSホームズ 極楽大作戦!!』では教え子にあたるホームズとの浅からぬ因縁が描かれた。
マリア
声 - 山崎和佳奈
約750年前に絶頂期のカオスが作り出した女性型ロボット。人工霊魂を持ち、製造番号は「人造人間 試作M-666」（アニメではD1676）。かつてカオスと親交の深かったマリア姫が顔と名前のモデル。エナメル地の黒いコスチュームが基本。服の下は水着状に装甲が張り巡らされている。
両腕に有線ロケットアーム・右腕のマシンガン、肘にバズーカ、臑にクレイモアなど、数多くの実弾系の武器を装備。オカルトを用いた特殊合金製の体は耐久性も非常に高く、ミサイルや対戦車砲の直撃、大気圏突入にも耐えられるが後述のテレサと同じく全体には防水処理が為されていない（水場では専用の装備を使用）。戦闘時は火力と耐久力で仲間達を強力にサポートする。外見の変化は少ないが、カオスの手でこつこつ改良されているらしい。足の裏に超小型のロケットエンジンを内蔵しており飛行可能。横島を抱えての大気圏突入時やアシュタロス戦などで作中数回ボディは全壊している。
セリフを「・」（中黒）で一々区切って喋るのが特徴。ロボットであるため感情的に話すことは少ないが、喜びや思いやりなどの心や感情を持っている。厄珍堂で誤ってホレ薬を浴びてしまった際には横島を追い回して殺しかけた（マリアの馬力で抱きつかれたら胴体が切断される）。この話では横島を守るため、自ら活動停止となった。他人を呼ぶ時は普段は「ミス○○」「ミスタ○○」だが、横島に対しては「横島さん」とさん付けで呼ぶ（雪之丞をさん付けで呼ぶシーンも一度だけある）。
生活費に困ることの多いドクター・カオスだが、売れば巨万の富が得られるマリアだけは何があっても手放さない。それは彼女がいなくては生活が成り立たないという極めて現実的な理由である。普段の生活ではすっかり介護用ロボットだが、バイトにも駆り出されている。ただし、カオスの生活が貧しいのはマリアの維持修理費に巨額の出費が必要という理由もあって、カオスは報酬のほとんどをそのために使い果たしてしまう。
後に設計図が発見され、それを元に厄珍と一儲けを狙って作り上げたのが同型機のテレサ。ただし、マリアはカオスの全盛期に造られた最高傑作であり、装甲面などで量産前提のテレサよりも遙かに高性能となっている。
『GSホームズ 極楽大作戦!!』第1話では若き頃のホームズと一時期恋仲になったことがあり、またその16年後、行方不明となったカオスの調査を彼に依頼したことがある。なお、この事件をきっかけにマリアは微笑みを封印している。
名前は「メトロポリス」のロボット・マリアに由来する。
テレサ
声 - 川村万梨阿
偶然マリアの設計図を再発見したカオスと厄珍によって製作されたマリア2号機。感情表現はマリアよりも豊かで、人間と変わらない。金儲けなどの邪な感情によって人工霊魂を作り出されており、姉（マリア）を抹殺し人間を支配しようとするなど、かなり捻くれた性格。ロボット3原則が入力されておらず、横島、厄珍、カオスを人質にし、人を傷付ける攻撃も平気で行う。基本的な武装はマリアと同じらしいが、右腕部マシンガンのモデルが異なる・片目が強力なレーザー砲になっているなどの違いがある。防水処理はされていない。量産を前提として造られており、マリアよりは防御力が低いが、それでもかなり頑丈。マリアと激闘の末、海に落ちて行方不明になる。
アシュタロス編では他の強敵キャラと同様に復活を遂げるが、いつの間にか妖怪や悪魔と同じカテゴリで扱われた事に苦悩する。マリアを追い回したものの、はしゃぎすぎて宇宙処理装置にミサイルを命中させ、激怒したアシュタロスに呆気なく破壊された。残った首さえもハニワ兵の自爆攻撃で消滅した。
椎名の個人webサイト「(有)椎名百貨店 電脳支店」内のweb漫画「看板娘行進曲」にもマリア・ミソッカスと共に登場。こちらではミソッカスを出汁に使い、後発の『To Heart』のマルチを皮肉ったコントを展開している。
マリア姫
中世欧州にてドクター・カオスが身を寄せていた領主の娘。聡明で民衆想いであり、民の信望も厚い。
当時カオスが開発していた「人造人間試作M666」には彼女の顔と名前が与えられ、後の「人造人間マリア」誕生となる。
直情的で行動力の高い一面もあり、プロフェッサー・ヌルに操られていたマリアを蹴り飛ばす豪胆さも持ち合わせている。
カオスを心から愛し慕っていたが、「不老不死であるカオスの足手まといになる」との理由で求婚を断っている。生涯カオスの研究を援助した。ただ、カオスを極度に神聖視したり美化したりしていたせいで美神や横島からはツッコまれている。
バロン
中世欧州にて若き日のドクター・カオスがマリア姫に送った機械犬。非常に高い戦闘能力を有している。
プロフェッサー・ヌルの人造モンスターを数多く撃退し、ヌルの本拠地突入の際も大いに美神達をサポートした。

## オカルトGメン関係
西条 輝彦（さいじょう てるひこ）
28歳。ICPOの超常犯罪課（通称オカルトGメン）に所属。
かつて美智恵に師事しており、令子が10歳の時にイギリスに留学し、イギリスの大学のオカルトゼミに所属し、大学卒業後、オカルトGメンに就職した。少女時代の令子にとって初恋の王子様だったが、当時は彼女を妹的存在としか受け止めていなかった。
実家は資産家で、「ノーブレス・オブリージ」（貴族の義務）を信条として金目当てで働いていない。オカルトGメンも貧しい人たちのために役立てたいと考えている。信念の人ではあるが、自分の価値観を絶対視する部分があり、それゆえに帰国当初は民間GSの現世利益最優先主義を理解できていなかった。日本ではホテル暮らしで、身の回りの世話は実家から付いてきた家政婦の老婆（キヨ）が行っているなど、どう考えても給料以上の生活費を使っており、給料は自身の小遣い程度に考えている。フェンリル事件では自腹で1億円の報酬を提示し、GSたちからは「道楽公務員」呼ばれていた。
現在、令子に対しては明確に好意を抱いているが、その実、プレイボーイで、大学時代の後輩（魔鈴めぐみ）に当時の様子を暴露された。日本にオカルトGメン支部が出来て以降、令子をGメンに誘い入れしばらくは部下として仕事を任せていたが、公務員には壊滅的に向いていない令子の心労を理解することができず、結果的に入院させてしまう。酒もそれなりにたしなむようであるが、令子ほど強くはない。
令子を巡っては実質的に横島と同レベルで争い、隙あらば彼を排除（抹殺）しようと企む腹黒さを発揮し、横島とルシオラの交際が発覚した際にも積極的に便宜を図り既成事実を作ろうとして墓穴を掘っていた。同様に横島に対しては根に持つ性格で、横島から受けた嫌がらせをそっくり仕返ししている。プロ野球では、東京ジャイアンズのファンでもある。
武器は主に霊剣ジャスティスを使って戦うが、西洋合理主義者を自称し銃器なども使用する。戦闘力は高いが、作中のエピソードでは単独での目立った戦果はない。ただしGSチームからは絶大な信頼を寄せられており、実力者揃いだが個性派集団をまとめる指揮官として本領を発揮。南極決戦では全員足しても到底足許におよばないパピリオを見事な采配・連係を駆使して倒した。
自身の能力は特筆するものがないものの、指揮能力が非凡で個性派集団をまとめあげる若きイケメンという設定は「絶対可憐チルドレン」の皆本光一に引き継がれている。
西郷（前世）
西条の前世で、平安京の治安を守る陰陽師だった。現世と役回りや性格はまったく一緒だが、陰陽寮での同期である高島の実力を認めながらも、現世より露骨に毛嫌いしている。高島の死後、メフィストを託された。高島に対しての義理を通してメフィストを「妹」として保護している。

美神 美智恵（みかみ みちえ）
時間移動能力を持つ日本最高のGSの一人。39歳。令子とひのめの母親。令子の容姿やスタイルは彼女譲りであるが、令子と違って眉毛が若干太め。また、現在は後ろで髪を纏めているが、若い頃は令子と同じように下ろしていたロングヘアだった。ただし、令子と比べると髪はやや短い。書類整理などをする際には、眼鏡をかけている。
見習いゴーストスイーパー時代、冥子の母親に師事していたが、彼女が冥子を妊娠したため、唐巣神父のもとに預けられた。その際、吾妻公彦と知り合い結婚、令子を産む。
誇り高き美神一族のGS。両親ともにGSという血筋と才能に加え、自身に取り憑いた悪魔（チューブラー・ベル）と夫（吾妻）の霊力も一部取り込んでいるため強大な霊力を持つ。力で劣っても知恵と勇気で強敵に立ち向かい圧倒する。雷撃による時間移動だけでなく、大量の電力を霊力に変換して時空を歪曲し「逆天号」に大打撃を与え、魔法陣内部限定とはいえベスパも圧倒した。
若い頃（18歳）の性格は赤裸々で大胆不敵。普段着もヘソだしルックのタンクトップにホットパンツ（しかもノーブラ）という、いつもボディコンを着ている娘の令子に、負けず劣らずの刺激的なファッションをしていた。娘の除霊に失敗した両親が面目を失い、自身も破滅の恐怖と隣り合わせだったが、明るさを失わず前向きで真っ直ぐ。「正義の味方」になることに憧れ、我が身の危険も省みない除霊を行っていた。また、恐ろしく勘が鋭く、6つ年上の唐巣と公彦を手玉にとった。また、自身の目的のためなら過激な行動も辞さないあたりは娘と似ていた。シャイで照れ屋な娘の令子と違い、恋に関しては情熱的。ただし、好きな相手を振り回したり困らせて楽しむ小悪魔なところは昔からで、娘の令子にもしっかりと受け継がれている。
時間移動者を執拗に捜索する魔族たちに追い回され、令子が15歳の時に命を落としたとされていた。
年を取ってからは正義感は強いものの、娘以上に目的のために手段を選ばず冷酷かつ非情に。母親としては極めて厳しく、令子の高飛車で自尊心が強い性格は美智恵の教育によるもの。しかし、がめつい性格になってしまったのは予定外だったらしく、頭を痛めている。反面、極度の親バカで令子が無条件で甘えてしまう。似た者親子だが、令子と異なり金よりもひたすら正義を重んじる。
対アシュタロス戦では、過去から時間移動により現代に出現。ゴーストスイーパー協会と政府機関から委任され、ICPOと民間のゴーストスイーパーからなる臨時の部隊の隊長として指揮を執る。世界を救うためならいかなる犠牲もやむなしと考え、愛娘の令子や横島、自分の身さえも犠牲にする強い覚悟を持つ。令子に常軌を逸した厳しい訓練をさせたり、横島に危険なスパイ役をさせた上切り捨てようとした。これには弟子である西条からも冷たい目をしていると恐れられる。結局、アシュタロスの奸計嵌まり人質にされるなど、重要局面において娘たちの足を引っ張ってしまう。
アシュタロスを倒した後は過去に戻り、令子と過去の自分の手前表向き死亡したことにして南米で夫・公彦と暮らす。すっかり性格が丸くなり、ひのめを出産して子育てに励んでいる。なお、横島からはアシュタロス戦終結後も「隊長」と呼ばれている。

## 美神家関係者
美神 美智恵

美神 ひのめ（みかみ）
対アシュタロス戦後に誕生した令子の妹。生まれながらの発火能力者（パイロキネシスト）であるが、赤ん坊であるため能力のコントロールができず、お札で能力を封じている。その能力は凄まじく、誕生前の状態でも美智恵を通して横島に軽い火傷を負わせ、令子の事務所の結界でさえ抑えきるのが困難だったほどであり、それが原因でバックドラフトまで発生した。美智恵が仕事で忙しい時は、交代で令子達が面倒を見ている。
最終回時点で1歳児程度になっている。
美神 公彦（みかみ きみひこ）
令子とひのめの父親で東都大学生物学の教授。年齢は唐巣とほぼ一緒。容貌は陰気で不気味。事情を知らない横島たちからは除霊対象とさえ言われた。性格は理知的かつシャイな照れ屋。なお、長女の令子が照れ屋かつ恋愛に関してシャイで奥手なのは、彼の遺伝によるもの。小説版では、ミルフィーユが好物という設定がある。
旧姓は吾妻（あがつま）。二十歳前後で受けた事故の後遺症により強力な精神感応能力（テレパス）に目覚める。人や生物の思考がすべて読み取れるばかりか周囲に数多の悪霊を呼び寄せるようになる。唐巣の除霊と特製の遮断マスクによりどうにか人並みの生活が送れる状態になり大学に戻ったが、他人のプライバシーを丸裸にすることに耐えられず、人を避け幽霊屋敷同然の家に一人暮らしていた。思考を読みとるだけでなく、頭上から霊波の触手を出現させて、相手に強力な暗示をかける事が出来る。
唐巣の助手だった美智恵の抱える深刻な問題を知り、彼女を救うために神が与えた運命と理解し、美智恵に取り憑いていた魔族チューブラー・ベルを自身に憑依させ、暗示をかけた唐巣の手で殺されるつもりだった。しかし、公彦の計画に気付いた唐巣と美智恵に妨害され、苦戦の末にチューブラー・ベルの除霊と精神感応能力の弱体化に成功。戦いを通じて文字通り心を通わせた美智恵に惚れ込まれる。美智恵の猛アプローチを避け、一人海外に渡ろうとするが、その一途さにうたれ結婚する。
除霊時に霊力の大部分を失い霊媒能力は消えたが、脳の覚えた精神感応能力は消し去ることが出来ず、人が多く距離の近い場所では仮面を必要とする。ただし美智恵とは意識を接続した結果、思考を読み取ることが出来ないようになった。精神感応能力は言葉を持たない生物の思考を読み取り研究することに有効活用している。
公彦自身の希望により南米の奥地で研究に没頭している。娘の思考を読み取ることを恐れ、たまの帰国時も避けられてきた。そのため令子との間に深い溝が生じていたが、唐巣が公彦と美智恵の馴れ初めを話したことで令子の誤解も解け、和解することが出来た。

## 横島家関係者
横島の両親。基本的に夫婦仲は良いが、主に大樹の浮気やドジが原因で喧嘩になったりした場合、揃って立場的にも感情的にもどちらに味方するのも難しい息子には「自分に味方しろ」と強要するという困った夫婦。
横島 大樹（よこしま だいじゅ）
横島忠夫の父親。村枝商事の課長。女好きで、一般人の美人にモテるプレイボーイ。ガードの堅い令子さえも簡単に口説き落として息子の嫉妬を煽ったが、妻である百合子には浮気がバレる度にシバかれている。腕っ節も強く、その精神力は素手で悪霊を殴り倒すほど。通常時の身体能力も常軌を逸しており、鉱山やオフィスを襲撃してくる武装テロリストと渡り合うツワモノ。同じ村枝商事に勤める専務とは犬猿の仲で、彼の裏工作で僻地のナルニアに飛ばされてしまう。しかし、現地でレアメタル鉱山の発見と開発に成功して黒字を叩き出し、将来は重役として日本に復帰する予定という有能な人物。年上の上司（百合子）を半ば強引に口説き落として結婚したが、極度の恐妻家。元部下（クロサキ）からは現在でも慕われている。
横島 百合子（よこしま ゆりこ）
声 - 緒方恵美
横島忠夫の母親。旧姓は紅井（べにい）。夫と同じ会社に勤めていたが、17年前に出産とともに職場を辞めるまでは「村枝の紅ユリ」として名を馳せたスーパーOLで大樹の上司だった。何をしても（「会社にいるだけ」でも株価が上がるなど）会社の利益に繋がるため、「彼女無しには今の村枝商事は無かった」と語る人物もいる。上司である自分に対して大樹が諦めず熱心に迫ってくるのに折れて、結婚。このエピソードは訊いた令子を非常に不安がらせた。ノリが良く強引で、結婚記念日をスッぽかした夫との離婚を決意し、社に復帰。勤務先（ニューヨーク支社）に息子を半ば強引に拉致しかけた。
独占欲が強くSな性格。ナルニアへの出国以前は息子を大樹同様の容赦ない体罰で躾けていたが、この厳しさが逆に仇となり、息子の自己不信が培われてしまった（百合子本人にこの自覚はなかった）。空港では息子を巡って（極めて似通ったタイプの）令子と大喧嘩した。出発ギリギリになって大樹がハイジャックまがいの方法（証拠品として用意していたプレゼントの指輪とオフィス襲撃犯であるテロリストリーダーを持参した）で帰国したため、離婚とニューヨーク行きはチャラにされた。あくまでも普通人なはずだが、気迫だけで令子とタメを張るほど精神力が強く、戦闘能力も高い。
アニメでは、忠夫が時を遡る中で、若い頃のみ登場。

## 氷室家関係者
氷室 早苗（ひむろ さなえ）
御呂地村・人骨温泉郷近くに在す、おキヌを祀った神社の神主一族「氷室家」の一人娘。本人は自覚がないようだが、訛りがキツイ。地元の高校に通っており、「山田君」という彼氏がいる。「スリーピング・ビューティー!!」で初登場。口調に東北訛りが目立つ。口寄せやテレパシー感受など、高い霊媒能力を持っている。蘇生後のキヌにとっては義姉となる。
勝気な性格で早とちりに過ぎるきらいがあり、初めて美神たちに出会ったのがキヌの遺体の冷凍保存現場であったため、思わず美神と横島を殺人犯と勘違いして混乱。さらに口走った台詞から横島に接吻を迫られるという災難にあう。美神の説得で誤解は解けたものの、出会いが最悪である上、散々にセクハラされているせいで、横島に対し極度の嫌悪感と不信感を抱いている。また、横島に限らず東京の男に対してあまり良い印象を抱いていない。「スリーピング・ビューティー!!」時にキヌに乗り移られていた時においても、キヌの意志を無視して横島に鉄拳を振るう場面があった。その際テレパス能力のせいで電話扱いされ、美神に襟を掴まれ揺すられるなど散々な扱いとなる。
氷室家はキヌを人柱にした道士と、その当時に土地を治めていた大名家の姫が結ばれて出来た家柄で、まさしく「キヌを護り祀る」ために創られた血統と言える。
女華姫（めがひめ）
300年前の藩主の娘であり、早苗の先祖。男のようにゴツイ容貌で石灯籠をベアハッグで破壊するほどの怪力の持ち主だが、心優しい性格をしており、おキヌとは身分を越えた親友であった。直属のくの一部隊を配下にしており、自身の身体能力も高い。後におキヌを人柱とした道士と結ばれ、氷室家の初代当主となる。
道士
300年前、おキヌを人身御供とし、死津喪比女を封じた道士。顔は当代の氷室家当主（キヌの養父）にそっくり。
死津喪比女復活に備えて神社を建立し、子々孫々おキヌと地脈システムを護り祀るべく氷室家を起こす。良縁とはいえ、女華姫と結婚した勇者である。

## 白龍会
伊達 雪之丞（だて ゆきのじょう）
モグリのゴーストスイーパー。基本的に熱く男っぽい、やや戦闘狂じみた性格の男。
幼少期に母親と死に別れているせいで、母親を神聖視してママと呼ぶ、重度のマザコン。登場初期には、綺麗な女性を見てはよく「ママに似ている」と頬を赤らめていた。
戦闘では「魔装術」による肉弾戦を得意とする。元々は「白竜会」というゴーストスイーパー道場の門下生。力を求めメドーサの手下となるが、ゴーストスイーパー試験におけるピートとの真剣勝負に横槍を入れられたことに怒り決別する。日本GS協会のブラックリストに加えられるが、香港編で小竜姫の依頼を結果的に解決させたことで免罪。以降は修行の旅を続けている。横島と共におこなった妙神山における猿神との修行によって、魔装術を完成の域に到達させた。香港編以降は「GSチーム」の一員。「一匹狼」を自称しているが、仲間想いで敵対した後も勘九郎を気遣ったり、横島の気持ちを考えないパピリオに激昂したりしている。
実は、小学生時代の横島とミニ四駆の大会で戦ったことがあるなど、浅からぬ因縁を持つ。同大会の決勝では「ダテ・ザ・キラー」こと雪之丞VS「浪速のペガサス」こと横島の対戦となり、激闘を繰り広げた結果、前大会優勝者である横島を苦戦に追い込んだものの準優勝だったらしい。限定生産の伝説のマシン「プテラノドンX」を操る。
GS試験時に互角の戦いを繰り広げたピート、横島の実力を認めライバル視しているが、横島に関してはハッタリを真に受けて過大評価している（後に横島が本当に強くなったので最後まで勘違いに気付くことはなかった）。ゴーストスイーパーの活動で収入を得ても修行で使い果たすため慢性的に貧乏で、金に困って食に事欠くため、食べ物に関してはとことん意地汚い。
前述のように横島とは同い年だが高校には通っていない。登場時は常に黒で統一されたスーツ姿。大人ぶった態度や容姿とは裏腹に背丈はGSチームの男性陣では最も小柄で、後に恋人関係となる弓よりも小さい。
クリスマス合コンで共闘した弓といい仲になるも、三姉妹襲来時はデートの最中であまりに強過ぎる相手に歯が立たず、早々に負傷離脱する。南極決戦では復活し、ピート、マリアと並ぶ攻撃組の一員として活躍した。東京決戦でも勘九郎を瞬殺している。
アシュタロス編以降は出番が全くない。
鎌田 勘九郎（かまた かんくろう）
メドーサによりゴーストスイーパー試験に送り込まれた白竜会メンバーの1人。雪之丞すらも力の底の見えない卓越した使い手。香港編では高度な結界術を用い、美神や唐巣神父を封じ込めたり、さらに高度になった魔装術を用いてピート、雪之丞を苦しめる。強さを求める余り魔装術によって心を力に乗っ取られ魔族に堕ちた。状況が不利とみたメドーサが撤退した後も「火角結界」発動までの時間稼ぎのため美神らGSチームを足止めするが、鏡の迷路を撤退したはずの横島に破られ、雪之丞にトドメを刺され倒される。
アシュタロスの手で復活を遂げたが香港で戦ったエミやカオスたちからは「誰?」と言われ、雪之丞に僅か1コマで倒される屈辱を味わう。
男でありながら、雪之丞が好みだったり、一人称は「あたし」、語尾に「〜わよ」などと付ける。名字もそれに由来。
陰念（いんねん）
メドーサによって雪之丞・勘九郎と共にGS試験に送り込まれた白竜会のメンバーの1人。顔面を含めた全身に切り傷があり、そこから刃物状の霊波を出す。
他の2人同様魔装術を授けられていたが、力をコントロールできずに自滅。典型的な噛ませ犬となる。

## 六道女学院
一文字 魔理（いちもんじ まり）
おキヌが編入した【六道女学院】霊能科1年B組のクラスメイトで、六道でのおキヌの友人一号。ケンカ三昧のいわゆるスケバンだったが、同じ中学出身で優秀な弓かおりに密かな憧れも抱いていた。霊能に目覚めたことで六道女学院に入るが、荒っぽい戦い方をする。
態度はガサツだが、霊が相手でも驚かせないように気を遣うなど心優しい。また人を外見や容姿ではなく中身で判断することが出来る。自分には他に取り柄がないと思い、霊能力を磨くことには一途。戦闘時の装束は特攻服。下着のかわりに上半身にはサラシを巻いている。肉弾戦が主体でパワーで押し切るタイプで精神攻撃には弱い。
チーム戦以降、おキヌ、弓とは三人組で行動を共にするようになる。三人の中ではツッコミ役。クリスマスイブに参加した合コンで知り合ったタイガーといい雰囲気に。
弓 かおり（ゆみ）
おキヌが編入した【六道女学院】霊能科1年B組のクラス委員長。昔の少女漫画のキャラのようなつぶらな目をしている。美神令子を「おねーさま」と呼び、激しく尊敬し慕っている。成績実力共に校内ではナンバーワン。
「弓式除霊術」を受け継ぐ闘龍寺に生まれ、幼少時より跡継ぎとして厳しい修行を重ねてきたため、歳相応の普通の子供の楽しみとは無縁の生活を送ってきた。それ故、プライドが高く嫌味かつ陰険な性格故に他の人間を見下す事しかできず周囲に敵が多くやや孤立しており、同じ中学出身の一文字魔理を不良娘と唾棄していた。編入生で美神に目をかけられているおキヌに嫉妬して陥れようとしたが、クラス対抗戦を通じて誤解が解け、おキヌ、一文字と和解し堅い友情で結ばれる。
戦闘時の装束は袈裟を纏った僧兵姿で薙刀を使う。弓式除霊術発動により、宝珠を強化服に変化させ六本腕となる「水晶観音」を駆使して戦う。
耳年増で大人ぶっているが、厳しい家庭で普通の少女時代を送れなかったせいで中身は初心で夢見がちな乙女。ヴェルレーヌの詩集を愛読している。
クリスマスイブに参加した合コンでは一番人気。性格の悪さが露見してからは雪之丞と反発しあうも、共闘を通じて心を通わせいい雰囲気になる。映画館でのデート中に三姉妹が襲来したために、負傷入院という最初の犠牲者となる。
三人娘の中では一番背が低いが、交際相手の雪之丞はそれより更に背が低い。また横島からは目をつけられ、「俺の弓さん」などと言われるが全く眼中にない。
鬼道 政樹（きどう まさき）
平安時代から続く陰陽師の家系「鬼道家」の長男。式神（夜叉丸）を連れている。冥子とは幼馴染にあたるが、出会って早々に式神の暴走を食らったため、初恋に至るどころかトラウマを抱える羽目に。六道家に深い恨み（実際は逆恨み。理由は後述）を抱く父親から星飛雄馬のような特訓を受け、六道家への復讐マシンとして育てられ、その間に母が父に愛想を尽かして逃げたため、母に捨てられてしまう。
式神を賭けた冥子と真剣勝負では途中まで圧倒するが、十二神将の能力を取り込んだ夜叉丸の暴走で窮地に陥る。父が自分を見捨てた事で戦意を失い死を覚悟するが、冥子に命と心を救われ和解する。
その後は冥子の母のはからいで六道女学院の教員となり、キヌや弓たちのクラスの担任教師兼除霊実習の教官となる。美男子かつストイックな性格ゆえ、女生徒たちからの評判も上々で信頼もされている。冥子からは「まーくん」と呼ばれている。
鬼道・父
政樹の父親。本名不明。霊能者としても事業家としても、凡人を通り越して無能な典型的ダメ親父。かつて冥子の母に求婚したが袖にされ、そのすぐ後に自分の会社を六道家に潰され、さらに借金を頼んで断られた事で逆恨みし、政樹に対して前述の特訓を行い、妻にも愛想を尽かされ逃げられた。果たし合いの際には夜叉丸の暴走にしり込みして引っ込めるように言うが、政樹が引かないと言うと「隠居する」と言い放って逃げた。この行いは横島をして、「おまえはそれでも人の親か」と言わしめた。

六道女学院霊能科1年生
六道女学院クラス対抗戦において、おキヌ達B組と対戦した生徒達。
その後、六道女学院臨海学校において海妖怪達と激戦を繰り広げた。
1年A組
おキヌ達B組と一回戦で対戦したチーム。
ファントムの仮面使いの選手、神通扇使いの選手と他の3名からなる。
最後の一人は出番すらもらえないまま敗北した。
1年D組
おキヌ達B組と二回戦で対戦したチーム。
キョンシー使いの選手、神通棍や破魔札を使いスタンダードな正攻法の選手、非武装結界使いの選手の3名からなる。
3人とも弓を快く思っておらず、性格はやや陰湿。キョンシーの支配権をキヌに奪われ、正攻法や非武装結界は魔理の力押しに負けた。使役していたキョンシー達は術者の事を嫌っており、「前々からキライだった」と言われる等、お互いに信頼関係は無い模様。
1年G組
おキヌ達B組と決勝戦で対戦したチーム。B組との激戦の末、優勝を果たす。
雷獣変化の選手、精神感応系の選手、霊体触手使いの選手の3名からなる。霊体触手使いは入学時、弓かおりに次ぐ次席合格者。
なお、3人の名字は掲示板において峯・神野・峰と確認できるが、誰がどの名字であるかは不明。

## その他霊能関係者
厄珍（やくちん）
声 - 茶風林
精霊石やお札などのオカルトグッズ全般を扱う専門店「厄珍堂」の主人。常にサングラスをかけており、語尾に「〜アル」と付けるなど協和語で話すのが特徴。美神もここから道具を仕入れているが、テストと称してろくでもない品物を掴ませては、彼女達を大混乱に陥れることもある危険人物。彼が用意するオカルト関連の薬物はパッケージに「薬事法違反品」と明記されているほか、強力過ぎて販売禁止になった惚れ薬なども店頭に並べている。美神以上の因業オヤジ。その関係で美神の裏についても詳しく、それをネタに自分の失敗の後始末をただ同然の料金で依頼する。
横島に劣らぬスケベオヤジでもあり、彼を言葉巧みに唆しては危険な道具の実験台に使うなどして利用する。またカオスの来日後には彼とも意気投合し、偶然マリアの設計図を再発見したカオスと共にテレサを製作して一儲け企んだ。
(有) 椎名百貨店 (超) GSホームズ 極楽大作戦!!収録「家電少女MISOCCUS」にもゲストキャラとして登場。こちらでは「やくちん電機」の屋号でミソッカスをはじめとした人型ロボットを販売している。
髪の色は、原作では黒だが、アニメでは灰色で印象が多少異なる。
魔鈴 めぐみ（まりん）
魔女の料理人。西条輝彦のイギリスのオカルトゼミの後輩で、失われた魔法の発見に情熱を燃やす魔女。黒い幅広帽を被り、結い上げた髪が特徴。使い魔として黒猫を従え、ホウキを使役している。
性格は純真。悪気はないが、思ったことを口に出すタイプ。プレイボーイだった西条の過去を暴露した。また店舗は清潔でセンスが良いのに対し、自宅はまさしく魔女といった凶悪なもの。ペットはカラスの「スカベリンジャー」。料理が得意で、彼女が開いた魔法料理店「魔鈴」はいつも賑わっている。バレンタインなど、季節に応じて物を売る。東京は地価が高い、という理由で異界に自宅を置いている。西条曰く「僅かな資料から次々と魔法を再発見してしまう事から、魔女としての天賦の才がある」との事。
当初は非常に安い料金で除霊を請け負い、それを当然のことと主張していたため、美神とは反りが合わず対立。美神の逆鱗に触れ、本気で暗殺されそうになる。除霊のやり方も美神のような力押しではなく、建物の霊的な清潔さを確保・保持する事で霊障を取り除くという手法を旨としていた。その潔癖な方法論が不自然な心霊的空白地帯を生み、かえって邪霊を引き寄せてしまうことを知り、不浄や不健全にも世の中のバランスを保つ働きがあることを認めるようになる。
魔女として、魔法を日常生活に役立てようと様々な試みを行うが、何かしらのトラブルを引き起こして周囲に迷惑をかける。彼女の作る料理はクリスマス編やバレンタイン編では騒動の種（ただし横島達の不注意や使い魔のイタズラのせいでもあるので全面的に魔鈴が騒動の種というわけではない）。
アシュタロス編では、ベスパの毒で倒れた美智恵の看病や令子の拘束を任されていた。アシュタロス編以降は出番がない。
アン・ヘルシング
ドラキュラを退治したヴァン・ヘルシングの子孫。彼女の父は唐巣神父の師匠であり、ピートに彼を紹介した人物。曾祖父ヴァン・ヘルシングに強く憧れ、吸血鬼を殲滅せんと曾祖父の霊具を持ち出し毎年あの手この手でピートを付け狙う。それは幼い頃より曾祖父の霊具に接していたため、霊具に宿っていたヴァン・ヘルシングの悪霊化した執念に取り憑かれていたためであった。実はピートが大好きで、悪霊から解放された後は素直に彼を慕うも、周囲に多大な被害を撒き散らす傍迷惑な性格は変わらない。
主武装はヴァン・ヘルシングの対吸血鬼最強マシンであるイージス・スーツ「ダビデ号」と「ゴリアテ号」。前者はアン本人が着用し、後者は「強制操作アンテナ（付けた相手に無理やり命令を利かせる）」の併用で搭乗者の遠隔操作が可能である。
織姫（おりひめ）
声 - 江森浩子
魔力を持った機を織る一族の長。一族の中で最も美しい女が長となり、魔力を保つため世俗を捨て険しい山で独り機を織り続けている。男と過ちを犯して使命から解放されることを願い厄珍と謀るが、横島が気絶して滑落したせいで果たされなかった。なぜなら、彼女は織姫になってから60年も山に籠っていた老婆だったからである。
彼女の作る服はエクトプラズムを特殊加工した特殊な糸でできており、幽霊でも着ることができる。後のエピソードでも名前だけ登場した。
マーロウ
世界最高のベテランGS犬。シロの育成を兼ね、除霊の助っ人として美神が呼び寄せた。老犬ながら作中では最もハードボイルドなキャラ。
彼の飼い主と美智恵は旧知の仲であり、令子の過去もよく知っている。敵との戦闘を通してシロの多大な才能を見抜き、指南する。遠吠えで強力な除霊能力を発揮するが安売りはしない。
ネズミの死霊使い
動物霊達を使って飲食店を襲っていたネズミのネクロマンサー。死霊だけでなく生きた人間も霊波を使い操る霊力を持つ。
下水道を根城とし旧日本軍の銃砲火器を駆使して暴れまわったが、マーロウの遠吠えによって退治された。
茂流田 & 須狩（もるだ & すかり）
南部グループリゾート開発部に所属する心霊兵器研究員。
モンスターを兵器として売り出すための実験を行っており、性能テストのため美神除霊事務所を利用し、用済みとなってからは口封じも兼ねて殺害しようと謀る。
元ネタは「Xファイル」の登場人物フォックス・ウィリアム・モルダーとダナ・キャサリン・スカリー。
ザンス王国関係者
キャラット
精霊石の有数産出国、ザンス王国の第一王女。国王とともに護衛として来日する。
強力な精霊獣を使役し、国王暗殺未遂の嫌疑のかかった横島を自らの意思で裁くため留置所から連れ出すなど、猪突猛進で融通が利かない。
箱入り娘であり、国のしきたりに従い機械文明に毒されずに生きているつもりであるが、現代においてそのような生活ができるはずもなく、本人は知らないだけで家電製品などを利用し、魔法によるものであると思い込んでいる。
暗殺者との戦闘において美神達と和解、機械文明も素直に受け入れる。変わり身の早い性格で、次に来日したときにはアキバの電器街巡りを楽しんでいた。
ザンス国王
オカルト経済の世界的中心国「ザンス王国」の国王。
政治的には宗教的理由により鎖国状態であったが、オカルト市場の競争激化に伴い、戒律を破って売込のため来日。
そのため国内の原理主義者から猛反発を買い、暗殺の対象となっている。ザンス王室の人々は精霊石のパワーを
鬼人の姿に凝縮し意のままに操れる「精霊獣」を使役することができ、国王自らも強力な精霊獣を従えている。
暗殺者
ザンス国内のテロリスト集団「ザンス解放戦線」より、日本遊説中の国王暗殺に差し向けられた刺客。
王族関係者しか扱うことのできないとされる精霊獣を何体も使役できる高い霊力を有する他、日本の警察やオカルトGメンを巧みに欺く知能も持ち合わせた本物のプロ。
横島らをスケープゴートに使い国王暗殺まであと一歩のところまで迫ったが、美神の金欲パワーの前に敗れ去った。

西暦2199年のキャラクター
インガ・リョウコ
悪霊と化した美神令子を捕縛すべく美神事務所にやってきた未来のGS。
除霊活動は表向きで、裏では霊体の不法売買を行っている悪徳GSである。
パシリクスM・3
インガ・リョウコの助手として美神事務所にやってきた未来のアンドロイド。彼（彼女）ら、Mシリーズには量産化に成功したマリアの魂がインストールされている。

## 横島の高校関係者
学校風景が描かれる際に複数回登場するクラスメイトは数名いるが、いずれも名前は不明。女子生徒は愛子の存在を受け入れている。男子生徒は横島と似たり寄ったりの性格。横島の友人のメガネの男子生徒（声：高木渉）および愛子の親友でポニーテールの女子生徒（声：岡本華子）は、特に頻繁に登場する。
愛子（あいこ）
声 - 伊藤美紀
横島の通う学校に出現した、机が変化した妖怪。外見はロングヘアにセーラー服の美少女で、本体（机）とは離れられない（移動する際は直接机を持ち運ぶ）。（推定）32歳。1970年代から1980年代の熱血学園ドラマを思い起こさせるようなノリが大好きで、「青春」が口癖。学生生活に憧れ、学生達を取り込んで異空間に造った教室でホームルームを続けていた。横島と美神を異空間に引き込み騒動を起こすが、逆に張り倒され改心する。異空間内では体感に関係なく現実の時間が経過せず、拉致していた学生たちは元居た時代に送り返すなど、何気に高度な能力を持つ。
その後、横島のクラスメイトとして受け入れられ準レギュラー扱いとなる。学校では横島、ピート、タイガーらと共に除霊委員を務める。「普通」に憧れを抱いているせいでボケ要員。横島には密かに好意を寄せており、バレンタインに横島の下駄箱にチョコレートを入れたことがあるが、大きな騒ぎとなってしまい横島には言えずじまいになる。事務所が美神不在の折に横島が所長代理となった回では一時的にGSチームの一員となった。劇中、一度だけレオタード姿になったことがある。
また、原作では青を基調としたカラーリングであるのに対して、アニメ版では赤となっている。
残留思念
愛子のチョコレートに込めた想いが美神の霊能力によって具現化した存在。語尾に「〜でチョー」とつけて喋る。買収されてあっさり主人の正体を喋りそうになるが、愛子の強い意思によって消滅した。
花戸 小鳩（はなと こばと）
横島の住むアパートの隣に越してきた住人。曽祖父の悪行が原因で貧乏神にとり憑かれ、極貧生活を強いられていた。自分が貧乏神にとり憑かれていることを知っても全く態度を変えなかった横島に好意を抱き、なりゆきで横島と結婚式を挙げる時も嫌がる様子は全くなかった。のちに横島たちの高校に編入した。実は令子やエミに匹敵するナイスバディの持ち主。
名前の元ネタは作家の花登筺（はなとこばこ）。
小鳩の母
健康を損ない養生中だが、金銭や食べ物には意地汚い所があり、貧乏神に取り憑かれる原因となったという祖父の血筋を感じさせる人物。
暮井 緑（くれい みどり）
画家志望の女性。やぶにらみが特徴。展覧会で悉く落選し、生活のため横島たちの高校の美術教師となる。教職を「くされ仕事」と言うなど教育者としては最低。アンティークショップと間違えて厄珍堂に入り、「ドリアン・グレイの絵の具」（この絵の具で肖像画を描くと、ドッペルゲンガーと本体が入れ替わる）を購入した。赴任してきた暮井は本人が自画像を描いたことで入れ替わったドッペルゲンガーであり、性格もオリジナルとは異なる。素行不良の横島を絵に閉じ込め、彼のドッペルゲンガーを創りだした。ドッペルゲンガー自身はオリジナルと瓜二つだと思っていたが、実際は内面をまったく描写できていないヘタクソな作品で性格が異なるのもそのため。美神にヘタクソだと指摘されショックを受けている所を退治されそうになったが、本人の強い希望で画業に専念することを表明した本体に代わって教師を続ける。
元ネタはオスカー・ワイルドの小説「ドリアン・グレイの肖像」。
校長
声 - 茶風林
横島たちが通う高校の校長。校名および彼の本名は不明。ハゲ頭が特徴。横島を蛇蝎のごとく嫌い、これっぽっちも容赦がない。彼を含めた教師陣にとって愛子や小鳩ら古き良き生徒は学園の良心であり、心の潤いとなっている。
映画研究部関係者
小原（おはら）
横島が通う高校の映画研究部部長。そのあまりに過酷な活動方針に付いていけず、部員は全員退部している。映画『風と共に去りぬ』の人形劇を、美神が処分に持て余していた生き人形達で撮影しようと試みる。
元ネタは同映画のヒロイン「スカーレット・オハラ」。
場寅（ばとら）
横島が通う高校の映画研究部元副部長。小原の活動方針に付いていけず退部したが、映画の完成を期に元の鞘に収まった。
元ネタは同映画の登場人物「レット・バトラー」。

## その他一般人
大家さん
声 - 鈴木れい子
カオスとマリアが住むボロアパート「幸福荘」の家主の婆さん。毎度家賃を滞納しているカオスを薙刀でしばき倒している。原作ではそれほど出番はないが、アニメ版では人情味ある一面が付与され、度々活躍している。
アニメの描写ではマリアを傷つけたほか、シメサバ丸誘導のために壁に穴を開けたアーノルド（エミの部下）を倒している。
白井医師
声 - 岸野幸正
白井総合病院の院長。「現代医学」が口癖で、心霊現象を科学で無理矢理証明しようとするあまり、迷走と苦悩を続ける困った人。医者としての志は高く腕も良いが心霊現象に毎回アイデンティティーを脅かされている。医療器具が精神安定剤がわり。学生時代はプロレスをやっており、現代医学と称してドロップキックを放つなどのボケをかます。ムッツリスケベで横島とはライバル。
全編の随所に登場。主要キャラが入院する際はほぼすべて白井総合病院であり、命に関わる処置も任されるなどそれなりに信頼されているがほとんどボケ担当。10年後の未来では、妖怪毒で瀕死の状態にある令子も白井総合病院に入院している。横島の送別会にも参加していた。
地獄太郎
声 - 梅津秀行
「極悪会」と対立する暴力団「地獄組」の組長。美神の有力な顧客（金ヅル）として登場。毎回、登場するたびに美神たちの騒動に巻き込まれ、散々な目に遭う。
美神とエミの因縁の対決に巻き込まれた際にはタイガーの作り出した幻覚により強烈なトラウマを負った挙げ句に自首。その後極道の世界から足を洗い、別荘で隠居生活を送っていたが、そこすら安住の地ではなかった。名前は別荘の表札より。
アヤ
声 - 渡辺菜生子
異界に連れ去られた自身のモガちゃん人形を救うため、美神除霊事務所を訪れた女の子。アニメでは「綾」と漢字表記。
千穂（ちほ）
声 - 渕崎ゆり子
美神令子の女子高時代の後輩。美神を心底慕っているが、その言動からレズビアンの疑いがある。骨董屋で買ったイヤリングを着用していたせいで、唐巣神父に祓われた悪霊に取り憑かれる。
茜（あかね）
声 - 皆口裕子
不良の女子高生。守護霊である祖父に説教されている間、おキヌにその体を預けることとなる。知り合いに正体がばれると元に戻る決まりとなっていたが、横島は一目でおキヌであると見抜いた。中学時代の一文字との喧嘩の最中、悪霊に川に引きずりこまれ、彼女に助けられたことがある。
鱶町（ふかまち）
声 - 永井一郎
アニメ版の名前は長嶋。旧帝国海軍の軍人で、駆逐艦の元艦長。潜水艦艦長の貝枝五郎とは海軍兵学校の同期生で、因縁のライバル同士であった。貝枝との喧嘩で撃沈された恨みを晴らすべく、悪霊となって海を徘徊する貝枝を追い、50年もの間不毛ないがみ合いを続けている。
2人の名前の由来は、漫画『沈黙の艦隊』から。
金成木 英理人（かねなるき えりと）
声 - 古谷徹
美神の上得意先・金成木財閥の跡取り息子。才能と家柄を鼻にかけるドラ息子で、美神に強引な結婚をせまる。GS稼業を詐欺商売と切って捨てるほど霊障の類を信じていないが、実際は単純にオカルト関連に滅茶苦茶びびりなヘタレである。オカルト否定論者になったのは、怪談好きな祖母に死後も憑き纏われたことによるトラウマのため。
なお、彼のオカルトに対する言動は、作者のそれと相通ずるところがある。
ビッグ・カジノ
本名・年齢一切不明の常勝ギャンブラー。彼の通った賭場は草一本残らない。その原因は幸運の精霊「フォーチュン」を捕えていたためであり、フォーチュンを失ってからは次々と不幸に見舞われた。
浪人
声 - 塩屋翼
花戸一家の前に横島の隣の部屋に住んでいた浪人生。厄珍堂のオカルト不正アイテム「絶対合格のお札」に心がぶれかけるが、おキヌの励ましにより、実力で東都大学へ合格した。
かねぐら銀行支店長
声 - 掛川裕彦
かねぐら銀行の某支店長。この銀行は創業以来一人も強盗を逃がしたことはないのが自慢で、地球の果てまで追っていく偏執的な警備網を誇り、部下の行員達も鍛え抜かれたプロフェッショナル揃い。キャッチコピーは「強盗するならやってみろ」。銀行強盗をする直前に事故死した幽霊の除霊ギャラをめぐり、美神と大規模な防犯訓練合戦を繰り広げる。
奥白馬鹿温泉女将
美神達が除霊で立ち寄ったスキー場周辺に位置する奥白馬鹿温泉の女将。女性用露天風呂の覗き撃退警備にレーザー光線を配置する意地とプライドの人。このレーザー光線によって美神達が追っていた時価数億円相当の巨大マンドラゴラが消し炭と化してしまい、彼女らを激怒させた。
デジャヴーランド社長
一日平均2万人の来場者数を誇る巨大テーマパーク「東京デジャヴーランド」の社長。お客様に「完璧なる夢」を提供することを使命としており、そのためには手段を選ばないという少々ズレてはいるが本物のプロ。デジャヴーランドでは地上の遊園地を支えるため、ぬいぐるみに至るまで施設のほとんどが極度に電子化されている。マッキーキャット、マニーキャット、ロナルド・ドックといったぬいぐるみキャラが人気。
デジャヴーランドは後の椎名作品「絶対可憐チルドレン」においても登場。
山村獣医師
シロの狂犬病予防注射を担当した獣医。度を越した犬好きで「美しく愛らしく利口で賢い忠実な人間の友」である犬を守ることを、自らの使命としている。
ユリ子
白井総合病院に入院していた、おキヌそっくりの女性。死神に看取られ死を迎える運命にあったが、おキヌと美神の懸命の嘆願により死神は撤退。自分の分まで長生きしてほしいというおキヌの願いを託される。
哲 & ヒロシ
ミニ四駆では名の知れた双子の兄弟。「爆走兄弟哲・エンド・ヒロシ」の異名持ち。娑婆鬼との勝負で尻子玉を抜かれた哲を救うべく、ヒロシは元全国チャンピオンの横島に助けを求めた。
安奈 みら（あんな）
一冊平均10万部セラーの売れっ子少女小説家。愛読書は太宰治。作家としての「知的探究心」から美神の除霊に首を突っ込み、淀川ランプの霊に憑依される。正気に戻った後は淀川と日本文学の在り方について舌戦を繰り広げた。
名前の元ネタは元宝塚歌劇団トップスターで女優の安寿ミラおよびファミレスのアンナミラーズ。
同作者の『絶対可憐チルドレン』にも名前だけ登場。売れっ子で、TVの2時間ドラマにも採用されている。
奈室 安美江（なむろ あみえ）
歌手。ルシオラの開発した転生追跡計算鬼「みつけた君」の誤作動（文珠《障》による妨害）により、メフィストの転生先候補として最初に襲われる。名前の元ネタは安室奈美恵。
近畿 剛一（きんき ごういち）
横島の幼馴染でアイドル俳優。マジメな性格で役者志望。小学生の頃は、横島と一緒に女子のスカートめくりをするなど、横島と同類のスケベなところがある。映画「踊るゴーストスイーパー THE MOVIE」（元ネタは踊る大捜査線）の役づくりのために美神除霊事務所を見学に訪れ、小学生の時に転校して別れた横島と再会。除霊現場を見学した帰りの飛行機で彼に幽霊のストーカーがいたことから事件が起こる。
本名は銀一といい、横島とは「銀ちゃん」「横っち」と呼び合う仲であった。名前の元ネタはKinKi Kids。
夏子
横島の初恋の相手。小学生の頃に銀一からも告白を受けていたが、本人は横島の方が好きだったようである。
式神使いの中学生
横島とシロが散歩の途中出くわした少年。オカルトの才能がある。いじめの仕返しを邪魔された報復として、横島の自転車に呪いをかける。呪いを脱したが自分を殴らなかった（実際は呪いで刺さったトゲが痛くて動けなかった）横島に感じ入るものがあったのか「横島よりスゴイGS」を目指すことを決意して去る。
アシモト首相
日本の衆議院議員、内閣総理大臣。ザンス国王暗殺目的のテロリストに成り代わられ、トイレで簀巻にされるという屈辱を受ける。愛称はリューちゃん。モデルは当時の内閣総理大臣・橋本龍太郎。

## 幽霊
卑弥呼（ひみこ）
声 - 三田ゆう子
生前の行いについては、卑弥呼を参照。
霊格は、神や悪魔に匹敵する。約1000年ごとに占いを行っている。一種の出オチキャラ。何かの役に立ったことはない。
ワンダーホーゲル部
声 - 岸野幸正
雪山で遭難した地縛霊。山をこよなく愛する山男であり、よく「山男の歌」を口ずさむ。男色の気がある。キヌの代わりに地脈にくくられ山の神となった。死津喪比女との戦いで消滅するはずだったキヌの魂を早苗の体に留めるなど、山を愛する彼は山の神として急速に力をつけている。
アニメでは温泉に執着する幽霊（声：平野正人）と結託していたが、後に改心している。原作で見せた男色の気も、横島を幽霊のいる洞窟に誘い込むための口実となっている。
鷲五郎（わしごろう）
声 - 宮内幸平
浮遊霊。不良女子高生・茜の祖父で、彼女の守護霊。素行不良の孫に説教すべく霊体を引きずり出し、おキヌにその身体を預ける。その後も近所の浮遊霊として度々登場している。
ジェームズ伝次郎
生前はロックシンガーであり、交通事故で死んでからでも歌手でありたいと思っていた。物を触れたり、生きている人間と話すことのできる幽霊（キヌ）を見て美神に修行してもらうが、「魂から力を振り絞って声を出す特訓」があまりにスパルタだったため、演歌歌手として返り咲いた。その後も他の浮遊霊たちと一緒に度々登場している。
鬼塚 畜三郎（おにづか ちくさぶろう）
読切版「極楽亡者」に登場した悪霊。生前はその凶暴さで一代勢力を築いた、犯罪組織のボス。とある趣味を世間に知られることを恐れ、現世に留まっていた。
貝枝 五郎（かいえだ ごろう）
声 - 堀秀行
アニメ版の名前は野村。旧帝国海軍中佐で、幽霊潜水艦の艦長。鱶町とは海軍兵学校の同期生で、因縁のライバル同士であった。生前鱶町との喧嘩で撃沈された恨みを晴らすべく、幽霊となった今も鱶町と50年もの間不毛ないがみ合いを続けている。
竜崎 霊華（りゅうざき れいか）
声 - 山本百合子
かつて日本庭球界のホープであったが、太平洋戦争によって夢を砕かれた選手の霊。チームワークの最悪な令子とエミを徐々に追い詰めていくも、最後には金欲と色欲にものを言わせた2人の攻撃に敗れ、満足して成仏した。
恐山（おそれざん）
江戸時代の横綱で全勝無敗、現役のまま亡くなった角界最強の力士。気まぐれに現世に現れ、現代の腑抜けた力士達に稽古をつけるべく、国技館に居座っていた。美神との相撲勝負でまげを落とされ現役引退を決意後、ちゃんこ鍋屋を始めた。
ヴィスコンティ
かつて世界最速と謳われたF1レーサーの霊。レース中の事故で死んだ後も霊となりサーキットを走り続けていた。その生き様は一時的とはいえ横島の煩悩を消すほど感動させた。
淀川 ランプ（よどがわ ランプ）
悪魔と取引することで、言霊を操り書いたことが現実となる能力を手にした、文学作家の悪霊。少女小説家（安奈みら）に憑依し、除霊に来た美神達を追い詰めるが、現代日本文学の変遷に絶望し、成仏した。
小次郎
日本中に99のビルを持つ社長（声：八奈見乗児）が、その昔飼っていた犬の霊。家が朽ち死んで幽霊になってからも、主の帰りを待ち家を守り続けていた。
幽霊列車
声 - 原えりこ
廃棄処分となった新幹線に便乗して、成仏しようとした霊団が取り憑いたもの。夜な夜なダイヤを乱していた。付喪神として女性添乗員姿の魂が宿っており、美神に直接助けを求める切符を送った。
幽霊船長
声 - 里内信夫
幽霊潜水艦乗組員で貝枝の部下。貝枝のことを艦長ではなく「オヤブン」（アニメでは「オヤビン」）と呼ぶ。
恐竜霊
とある海岸に現れた恐竜の霊。灯台を仲間と思い込み、この世を彷徨っていた。美神の判断ミスにより暴走し、横島とともに海辺のアベック達を襲い始める。最終的には博物館で眠っていた別の恐竜霊と共鳴し、成仏した。
ドザエモン
とある海岸で女性ばかりを襲って溺れさせていた、どざえもんの悪霊。
低級霊
幽霊とも妖怪ともつかない、アメーバ状で気味の悪い雑霊達。たまに美神らが薄給で雇い、弾丸として使用するなどしてコキ使っている。デジャヴーランドのアトラクション「マジカル・ミステリー・ツアー」においては、ロボットに詰め込まれた低級霊同士が合体し、美神に反旗を翻した。
アニメでは小型の爬虫類のような個体も登場。毎年商店街に現れてはクリスマスケーキを食べつくしており、美神の手で退治される。
霊団
声 - 川津泰彦
成仏できずにいる無数の悪霊が、ひとつの目的のために集合した群生体。群れとして意志を持つため、一部を祓っても他の悪霊が加わって再生するやっかいな存在。劇中で代表的なものは便乗して成仏すべく幽霊列車に取りついた霊団、おキヌの身体を狙う御呂地村の地縛霊を核とする霊団など。

## 神族

### 妙神山修行場
小竜姫（しょうりゅうき）
声 - 山崎和佳奈
竜神族。人界と天界の接点である妙神山修行場の管理人。
古風な出で立ちの美少女。頭に小さな角がある。斉天大聖の直弟子で神格もそれ相応に高く、人間界常駐の神族では抜きんでた実力を誇る。神剣の使い手。本来は韋駄天の技（超加速）も使い、超加速時には霊体に変化する。背中にある逆鱗に触れられると、巨大な竜に変身し理性を失い暴れる。霊力を消すことも出来る。
普段は妙神山でGSら霊能力者の能力を引き上げるための修行を行っている。そのため人界との交流が少なく現代の常識に欠けている。また、人界にもほとんど行ったことがないので極度の方向音痴。
横島の潜在霊力の高さを最初に見抜いた人物で、その後も心眼を授けるなど横島の成長をサポートし続ける。
実は苦労の多い中間管理職で、天界などから厄介事を引き受けては美神に依頼するのが定番。妙神山に括られているため、遠く離れた場所ではあまり自由に動けない。香港編では「元始風水盤」の発動に必要な鉄針の保護を雪之丞に依頼して角を預け、召還を受けてメドーサとの戦いに臨むが切り札の超加速も不発に終わり完敗。デミアン、ベルゼブルの襲来では妙神山の門前での戦闘にもかかわらず天界の事情から介入できなかった。メドーサとの月面決戦では最初から美神と横島に任せ、竜具を託して地上で見守った。
アシュタロス編では妙神山の消滅に伴い早々に戦線離脱。天界からの霊力の供給を絶たれ弱体化して小型化。生き残った神族・魔族ともども力が戻るまで潜伏を続けていた。「究極の魔体」との決戦の土壇場では無理を押してGSチームの元に駆け付けるが、煩悩を高める目的でヒャクメやワルキューレともども横島と合体中の美神によるセクハラ被害をうけた。
名前の由来は、アクションスターにしてマーシャルアーティストのブルース・リーの本名である李 小龍（リー・シャオロン）から。
斉天大聖（せいてんたいせい）
山の神でもある猿神。小竜姫の師匠で天界屈指の実力者。横島、雪之丞、美神の修行を行った。
修行に使うフィールドを作るのにほとんどのパワーを使うため、修行中の行動はまったくの猿。格闘ゲームにハマっており、横島らが呆れるほど延々とプレイを続け、その間食事の世話はジークフリードにやらせていた。逆に猿神として戦闘時には横島と雪之丞を圧倒している。
アシュタロスの妙神山攻撃時には登場していない。
右の鬼門
声 - 江川央生
左の鬼門
声 - 田中一成
妙神山の門番を務める2体の鬼の像。それぞれを「右の」「左の」と呼び合うが、それぞれの外見に違いはない。普段は門扉に顔を貼り付け、首なしの胴体が両脇に立っている。小竜姫が美神らの元を訪れる際には人間に化けて同行するが、3m近くの長身なため、非常に目立つ。小竜姫と同じく、人界の常識には疎い。
剛練武（ゴーレム）、蝸刀羅守（カトラス）
明神山修行場にて戦闘を担当する小竜姫の部下。彼らに勝利することで新たな霊力が付与される。
一つ目で堅い甲羅に覆われた剛練武が先鋒、全身刃で螳螂の化身・蝸刀羅守が次鋒を務める。
剛練武は任務に忠実だが蝸刀羅守は性格が悪く、小竜姫の命令に背いて美神のシャドウに襲いかかった。
美神の修行を目の当たりにしていた横島は再度修行に訪れた際に狼狽するが、意外にもまともに戦える自分に気づき、その成長ぶりを伺わせた。

### 竜神族
小竜姫
天龍童子（てんりゅうどうじ）
声 - 浦和めぐみ
竜神族の王にして仏法の守護者（竜神王）の息子であり、王の世継ぎ。見た目は小学生くらいの幼い容姿。竜神王が地上の竜族との会議のため、人間界に光臨した際に同行してきた。
態度は横暴だが、自分を襲ってきたヤーム、イームを許すなど、中々に度量の大きい所はある。下界の遊園地であるデジャヴーランドに行きたくて妙神山を抜け出し、東京を彷徨っていた際偶然知り合った横島を小判で買収し、家来にして人間界を案内させていた。立場上メドーサらに命を狙われていたが、戦いの最中に神通力に覚醒しメドーサを撃退する。
最初は小竜姫と同じ角が生えていたが、神通力に覚醒した際、小竜姫とは違う形態の角に生え変わった。竜王家の血を引く力は絶大。
ヤーム
声 - 飛田展男
竜神族。
小鬼のような風貌でイームの兄貴分。下級の竜族だが、イーム共々鬼門よりは強い。元々竜神王のもとで働く下っ端役人であったが、職務怠慢を理由に天界を追放された。その逆恨みとメドーサに唆されたため天龍童子の誘拐を試みる。横島を脅迫して美神事務所で待ち伏せるが、実はメドーサの捨て駒で彼女に消されかける。命を救われたことで天龍童子一行に加わる。戦いの後、天龍童子の口添えで天界に復帰できた。
アシュタロス編では地上の神族・魔族連合軍の一員として妙神山の攻防に加わるが、直前で美神からの情報を受けた小竜姫たちと同様に妙神山消滅後は地上に潜伏していた。ジークらと共にベスパの巣を発見するなど一応活躍する。
イーム
声 - 田中和実
竜神族。
竜のような風貌でヤームの弟分。竜神族一の嗅覚の持ち主。メドーサに石にされるも、天龍童子に連れられ天界に戻り竜神王の力で元に戻れた様子。
ヤームに比べ口調はたどたどしく、「〜だな」が口癖。戦闘の直前に生まれたばかりの子供のことを話すなど戦死を予感させる不吉なことをしてヤームにたしなめられる。

### 犬神族
アルテミス
犬神族（人狼族）の主神。月と狩猟の女神。「狼王」となろうとした犬飼を倒すために美神に召喚される。極度の男嫌いらしく、戦う相手が男と聞くと二つ返事でシロに力を授けた。その後、倒された犬飼と共に天界に帰っていった。
犬飼ポチ
犬神族。シロの父親の仇。先祖返りでフェンリルとなり、新たなる「狼王」になろうと、一族に伝わる妖刀・八房で人間を斬り霊力を蓄えていく。
犬塚
犬神族。シロの父親。犬神族でも凄腕の剣士とされていたが八房を持ち出した犬飼ポチに斬られて亡くなった。
また、高熱に冒されたシロを救うために薬を求めて天狗に挑んだ際に片目を失っており、犬飼に不覚をとる原因となった。
長老
犬神族の長。犬飼ポチの暴走に際し当初は黙殺していたが、シロの決死の行動を目の当たりにし、犬飼を止めるべく立ちあがる。
事件後は人狼と人間の懸け橋としてシロを成長させるべく、彼女を美神の元へ託す。

### 神族　その他
ヒャクメ
神族の調査官。小竜姫の親友。
人界の監視をしていて基本的に千里眼でどこでも見ることができ、人の心を見ることもできる。名前のとおり全身に100の感覚器官があり、それによって敵の霊的な弱点を見ることも出来る。偵察分析能力は高いが戦闘力は皆無。また、どうでも良いことは鋭く見抜くが、肝心な場面では役立たず。想定外の出来事に弱く、しょっちゅう泣きべそをかいている。
初登場の平安京編にて美神の前世を探るべく時間移動を発動するが誤って横島まで連れていったため霊力不足で帰還不能に。また、これが原因で美神が魔族のアシュタロス一派に狙われる原因を作ってしまう。致命傷を負った横島に憑依して肉体を維持し、咄嗟の機転でアシュタロスを500年後に時間移動させ計画全体を遅延させた。月面攻防戦ではヒドラの奇襲や弱点、魔力送信地点を見破るなど活躍する。
アシュタロス編ではパピリオにペットの「ペス」として囚われるが、妙神山攻撃のどさくさで「逆天号」から放り出され脱出。唯一健在な神族としてGSチームを補佐するが、碌に敵の能力を見抜くことができなかった。南極決戦前に心眼をおキヌに授けた後、霊力ダウンで弱体化し小型化。東京決戦終盤で復活するが、横島に煩悩エネルギーを注ぎ込むため美神にセクハラされ、横島自身が妄想内で主要な女性キャラ全員を全裸にした際も一人だけ萱の外であった。
登場序盤こそ理知的な活躍を見せていたが、アシュタロス編以降は前述のとおり役立たずキャラとしてのイメージが色濃く強調されている。
百目（それに近い妖怪とされる百々目鬼や目目連）の伝承と異なり、人にその感覚器官を渡すことが可能。
貧乏神（びんぼうがみ）
悪徳高利貸しだった小鳩の曽祖父の因果応報で花戸家（小鳩）にとり憑き、小鳩からは「貧ちゃん」と呼ばれている。登場時は小鳩に「銭の花は白い。せやけど、根っ子は血のように赤いんや」と語りかけるのが定番。伝承などの貧乏神とは異なり、ソンブレロをかぶったメキシカンのような格好。害意はほとんどなく、むしろ小鳩を貧乏から解放しようと協力的だった。
一応は神様であるため、無理に祓おうとして攻撃でもしようものなら相手の霊力を吸ってどんどん巨大化する。大きさは得た霊力に比例するらしく、横島が「栄光の手」で斬りつけたときは天井の高さまで、美神が神通棍で叩いた際にはビルほどに巨大化した。巨大化すればするほど影響力は大きくなる。
身内になれば上乗せ分は無効化するという西条の発案で、最初に小鳩と横島が唐巣教会で結婚式を挙げ、その後誤って攻撃した美神が横島と結婚した（法的根拠はなく真似事）。
祓う方法は試練を乗り越えること。普通の人には難しいのだが、横島は迷わず正解を引き当てた。横島が試練を乗り越えたお陰で貧乏神から福の神に変わり、姿形もツタンカーメンのような姿に変わる。
再登場した時には元の姿に戻り、相変わらず「貧乏神」と呼ばれている。少し期待させておきながら、相変わらず悪運をふりまくという意味では余計に性質が悪くなった。
エンゲージ
声 - 浦和めぐみ
契約の神。美神から横島を引き抜いたエミが彼を魔法陣に拘束するために使役していた。非常に気性が荒い。
八兵衛（はちべえ）
韋駄天族。鬼から仏教の神になった天界の運び屋。
悪事を繰り返す九兵衛を懲らしめるために人間界に現れ、重傷を負った横島を助けるために憑依し、ヨコシマンと名乗り活動していた。最後まで正体がバレていないと信じて、美神からは散々いいように利用された。
基本的には8マンのパロディ。他にもダイアモンドアイやレインボーマン、月光仮面など昭和40年代の特撮ヒーローが混ざっている。
九兵衛（きゅうべえ）
韋駄天族。
悪事を働いていたため美神達に除霊が依頼された。高速移動が得意で八兵衛は使うことが出来ない「超加速」も会得している。
心眼（しんがん）
横島のバンダナに宿った意志を持つ一ツ目の霊具。彼の秘めたる霊力を引き出すべく小竜姫によって授けられた。
横島に的確なアドバイスを授け、しょうもない作り話で煩悩パワーをコントロールし、GS試験に潜入した彼をサポートした。GS試験3回戦にて雪之丞の攻撃から横島を守って消滅。その後の彼の成長に大きく寄与した存在である。横島からはそのまんま「バンダナ」と呼ばれていた。
なお、対アシュタロス戦でヒャクメがおキヌに授けた「心眼」とは全くの別物である。
菅原道真（すがわらのみちざね）
平安時代に活躍した高名な貴族・政治家。藤原氏の謀略で大宰府天満宮に左遷され、現地に神として祀られる。その際、天満天神「学問と雷の神」道真と自身を追放した者たちへの怨念「京の鬼」道真の2つに人格が分裂する。
京の鬼道真はアシュタロスに力を与えられて操られ、美神とメフィスト達に襲いかかる。横島に致命傷を負わせるが雷撃を逆手に取られて美神たちの時間移動による逃亡を許し、神族・道真の協力で現代から戻ったメフィストと美神の奇襲に敗れる。アシュタロスの力で復活するがダメージの残る体に「雷」の文珠を突っ込まれて神族・道真の意識が目覚める。アシュタロスの動きを封じたことで時間移動による追放に貢献した。
作中、横島以外で文珠を作り出した唯一の神族。
死神（しにがみ）
寿命を迎えた人間を迎えにくる。人間には嫌われているが、実は看取られて昇天するのは幸せとされる慈悲深い神。白井総合病院に入院していたおキヌそっくりの女の子「ユリ子」の魂を看取りに現れる。
石神（いしがみ）
町の祠に祀られていた神体に宿っていたが、そこにビルが建つため美神たちが住む街に移ってきた。見た目は女子プロレスのヒール。当初は町の浮遊霊たちにイチャモンをつけていたが、美神の特訓を受けたキヌにプロレス勝負で敗れてからは普通に暮らしている。
年神（としがみ）
一年の幸福をもたらしに毎年やってくる神。1994年正月、獅子舞いのアルバイトをしていた横島は戌の守り神に懐かれてしまう。
七福神
恵比寿、大黒天、毘沙門天、弁財天、福禄寿、寿老人、布袋からなる7柱の神。宝船を夢枕に呼び出した者の初夢に現れ、福をもたらす。
最近は金運を扱う神ばかりが崇められ、長寿担当の福禄寿と寿老人以外は宝船に集結しないらしい。
彦星（ひこぼし）
天星神族。織姫のパートナー。
織姫との年に一度しか出会えない七夕を心待ちにしているが、織姫からは飽きられ、織姫の浮気癖に苦労している。
織姫（おりひめ）
天星神族。彦星のパートナー。
顔は女華。上級神族で凄まじい霊力に加え、変身能力を持っている。七夕で何億年も同じようなことを繰り返している彦星に飽きて浮気ばかりしている。
素顔が女華で美人に変化できる能力を持つという設定は、『絶対可憐チルドレン』の末摘花江に受け継がれた。
最高神
神族の頂点に立つ存在。魔王からは「キーやん」と呼ばれている。劇中ではシルエットのみしか登場しないが、圧倒的な存在感を放っていた。魔王との会見シーンの他、アシュタロス編の最終局面に魔王と共に現れてアシュタロスの暴走を食い止める。
魔族の最高指導者によると、他にも「ブッちゃん」「アッちゃん」がいる。

## 魔族
メドーサ
声 - 川浪葉子
竜神族。天界の黒便覧（ブラックリスト）に名を連ねる危険人物。アニメではメドゥーサと表記。
刺又槍の使い手で、超加速や結界兵器を駆使する。髪から眷族・大口の怪物（ビッグイーター）を呼び出すことも可能（噛み付かれると石化する）。状況を的確に分析して時間稼ぎを狙ったり、劣勢な局面で頭を切り換える冷静さを備える。
天龍童子暗殺のため、初登場。GS試験では魔装術を授けた勘九郎、雪之丞、陰念を潜入させる。なおGS試験中に横島が見せたヒキョーな戦法を見て、「なかなか気に入ったわあのコ」と感服した様子。香港では元始風水盤を使い地上の魔界化を狙う。小竜姫とは因縁があり、三度戦っていずれも退けるも、美神らの介入で計画は全て失敗に終わる。4度目の登場（月面決戦）では美神をとどめを刺す寸前まで追い詰めるが、文珠の罠で返り討ちにされる。消滅前に横島にディープキスをし、復活の機会を待つため体内に潜伏。エイリアンさながらの復活を遂げ、若返ってからの第2ラウンドでも超加速戦で美神を圧倒したが横島の下品な介入でまたも敗れる。帰還船に張り付き最後まで執念をみせるが三度横島の活躍で宇宙の藻屑と消えた。ことあるごとにやっかいな敵だと認識していた美神ではなく、バカだと思っていた横島に横槍を入れられ、結果敗北したため、死ぬ間際に横島を先に殺しておくべきだったと後悔していた。
アシュタロスの力で復活した際は迷わず横島を急襲。横島をかばったルシオラにダメージを与えるが、アシュタロス直属の魔族（ルシオラ）と横島が恋人関係にあるという状況がよく呑み込めないまま、文珠一発で返り討ちにされた。
美神曰く「ヒスもちヘビ女」、横島曰く「ええちち」。若返った際には美神に「コギャル」と呼ばれた。
アシュタロス
作品中トップクラスの実力をもつ上級魔族。メドーサ、デミアン、ベルゼブルら強大な魔族を従えており、ほぼ全編に渡って何らかの形で大きな事件に関わっている。本作におけるラスボス的存在。下級の魔族を創りだすことも可能で、美神の前世（メフィスト・フェレス）や三姉妹、土偶羅魔具羅などを部下として作り出している。しかし彼の最大の武器はその頭脳と技術力であり、神族・他の魔族の及びも付かない独自の発想で作り出した兵鬼・戦術により、最終的に両勢力を一時的とは言え封殺することにまで成功している。
主神クラスの神々との戦いを想定した超戦闘力を持つアシュタロスの分身「究極の魔体」や、宇宙を思いのままに改変することができる「宇宙処理装置（コスモプロセッサ）」を作成し、またそれら作動に必要なエネルギー結晶を作るため、部下達に高い霊能力を持つ人間の魂を何千年にもわたって集めさせていた。数百年前にメフィストに奪われたエネルギー結晶を奪い返し、5000年を超える遠大な計画の完遂にために、物語終盤において現代にその姿を現して神族・魔族・人間に大規模な戦いを仕掛ける。
本人が出向くことすら無く部下だけで地上の霊場を一方的に全て壊滅させて地上の神族・魔族を無力化するなど圧倒的な戦力を誇っていた。しかし直接結晶を奪うために仕掛けた南極の戦いでは横島に文珠の能力で自らの能力や思考をコピーされて撹乱されるなど、ゴーストスイーパーたちの予想外の底力により失敗に終わる。その後偽りの世界の中に美神を引きこんで人間（芦優太郎）に化けて近づき籠絡。美神の魂を引き裂いて奪還した結晶体を用いて宇宙処理装置を起動させ、新世界創造を成し遂げようとする。しかし、改変を拒む宇宙意志の反作用と横島・ルシオラ・美神の活躍により形勢逆転。横島に結晶体を破壊され宇宙処理装置も崩壊し絶望。西条が牽制に放った銃弾の一撃で呆気なく肉体を崩壊させる。
知性を捨て去り、分身にして切り札である「究極の魔体」を予備エネルギーで起動させる。しかし、圧倒的パワー以上の脅威だった知性が失われたことで“ただの巨大怪獣”に成り下がり、GSチームからは「バカ」と揶揄される。エネルギー源である結晶体も失われたことで放っておけば自滅するとみられていたが、一撃で島を吹き飛ばす破壊エネルギーと攻撃を無効化するバリアをひっさげ東京に迫り、真正面から迎撃しようとした美神たちを一蹴する。だが、死を望むアシュタロスの真意を知るベスパが未完成品故の欠陥（バリアの穴）を美神たちに伝えたことで、美神と合体した横島により倒された。
彼の行動の目的と真意は本作の世界観による部分が大きい。元々神族と魔族の戦いはカードの裏表、どちらが正しくどちらが邪悪であるかの主導権を争うだけの戦いでしかないのだが、現在は高度に発達した人間文明を消すのが惜しいという理由で、魔族は茶番の中で勝つことも完全に負けることも許されない。永遠に悪役で在り続けることしか出来ない救われない邪悪であること、自身（アシュタロス）は死ぬと神魔のバランスが崩れるため強制的に復活させられ死ぬことも出来ない世界に絶望し、新たな世界の創造、あるいは大きな戦いを起こすことで自身の死を天界に認めさせようとしていた。誰かを踏みにじらねばならない邪悪な存在であることを拒んだゆえに最終的に最も凶悪な魔物と化したが、究極の魔体の最後の一撃を止めるために現れた神界と魔界のトップの二人に罪を許され、完全に死亡した。
モデルはアスタロトだが、容姿の他ベルゼブブなどを部下としているなどの違いがある。
メフィスト・フェレス

土偶羅魔具羅（どぐらまぐら）
アシュタロスの作り出した兵鬼。戦闘には向かないが情報処理と演算能力に優れた遮光器土偶型。我が儘で気まぐれな三姉妹の上司（中間管理職）として心労が絶えない。移動要塞「逆天号」の艦長としてメフィスト探索の指揮を執る。エネルギー源（主食）はプルトニウムで放射能臭い息を吐く。アシュタロスに5000年近く仕えており、平安時代にメフィストが結晶体を奪った際にも留守を預かっていた。アシュタロスによって作られた三姉妹の寿命を1年という短期間に設定し、能力を付与した。
東京決戦でコスモプロセッサーごと破壊された際に頭部のみが回収され、その情報処理能力と演算能力の高さから神族と魔族の間で奪い合い（ヒャクメとジークでじゃんけん）となる。
『(有) 椎名百貨店』に収録の短編マンガ「長いお別れ」では、未来から来たロボットという設定で登場。
ルシオラ
アシュタロスによって作られた三姉妹の長姉。蛍の化身。食べ物は水と砂糖。好きな景色は夕日。髪型はボブカット。
眷族は連れていないが、光を操って幻覚を見せ、麻酔攻撃やサイコダイブなど、幻惑系の術に長けている。機械や生物関係にも強く、術によって生物兵鬼を生み出すことができる。
三姉妹の中では最も落ち着いた雰囲気の容姿・性格であるが、一方で情熱的で一途。その一方「貧乳」がコンプレックスでパピリオとベスパにもからかわれる。逆天号にて美智恵と交戦中、横島に命を救われた際の会話をきっかけとして恋仲となり、アシュタロスを裏切る。我が身と引き替えに一夜を共にすることさえ望み、止めようとしたベスパとさえ争ったことで、横島に決意を促し成長させた。
南極決戦後はカオスの力で寿命制限を解除され、周囲も認める横島の恋人となった。美神事務所の屋根裏部屋に寄宿して横島との愛を育んでいた。
その後アシュタロスの復活で否応なしに戦いに巻き込まれ、復活を遂げたメドーサの攻撃で負傷。死を賭して臨んだベスパとの戦いでベスパを倒すが、その際彼女を庇い妖毒による致命傷を受けた横島を救うために霊体の大部分を彼に与えた後に本体は消滅。文珠など横島の能力を飛躍的に向上させ残留思念でのアドバイスで戦いをサポートし続けたが、分解した霊体の収集が間に合わず、横島に与えた霊体も完全に同化し、横島の子供という形での再誕生の可能性は示されているものの、復活は不可能となった。
主要キャラで死が描かれた唯一にして悲劇のヒロイン。アシュタロス編の物語の要ともいうべき存在であった。劇中では横島と明確な恋人関係にあった点など、これまでの女性キャラクターとは扱いが大きく異なる。横島の心の中で自分との思い出が美神に置き換えられていることを知って苦悩する一面もあった。
ベスパ
アシュタロスによって作られた三姉妹の次女で蜂の化身。食べ物はたんぱく質。
面倒見がよく姉御肌。男勝りの性格で短気。戦闘では一対一での勝負や肉弾戦を好む。パワーは三姉妹でトップだが、毒と眷属以外の特殊能力は持たない。眷属として大量の妖蜂（スズメバチ）の軍団を従える。
ルシオラ・パピリオの造反後も3姉妹でただ一人アシュタロスの元に残り、GSチームと対立。アシュタロスの真の思いを知り、その上でアシュタロスへの愛と忠誠のために行動。横島に助けられたことに恩義を感じつつ、ルシオラを離反させ、アシュタロスの計画をことごとく妨害した横島の命を執拗に狙う。
東京決戦においてルシオラとの一戦で敗北。霊体が砕け散ったが眷属たちの手で復活した。最後まで愛するアシュタロスに忠義を尽くしたが、その真意を知っており、敢えて「究極の魔体」の弱点を横島達に漏らし、その最期を見届けた。戦いの後は、魔族軍に志願入隊した。
パピリオ
アシュタロスによって作られた三姉妹の末妹で蝶の化身。食べ物ははちみつ。
姉2人と違い、体格は明らかに子供。思考も子供そのもので単純な行動に走りやすい。語尾に「〜でちゅ」とつけて話す。姉妹の状態を感じることができる。
特殊能力は持たないが強力な眷属を従え、人間では到底及ばないほどの霊力を持つ。
ケルベロスなど多数の怪物をペットとして飼育しており、中でも横島を「ポチ」名付けて可愛がっていた。それは自らの寿命制限のため、人間の横島に自分が存在したという記憶を残してもらいたいがためであった。
南極決戦においてはGSチームの連携攻撃（防御を固めた上で「チクチク」と攻撃）の前に敗北。その後は人間側に寝返ったルシオラに連れられ、なし崩しで人間側に加わる。カオスの手で寿命制限を解除されたが不満を募らせ、美神事務所を襲撃した。その際にルシオラとも対決するが、最終的には横島の捨て身？の説得により改心した。
東京決戦では姉妹達の消滅を察知し戦闘不能となるが、再生したベスパとともにアシュタロスの最期を見届けた。戦いの後は、妙神山に入り修行する。
連載当初、自らの名前をナチュラルに「パピオラ」と言い間違えた事がある。
プログラムワーム
土偶羅魔具羅が宇宙処理装置内の異物を排除するために作りだした怪物。
キャメラン
パピリオが拾ってきたカメにルシオラが術を掛けて生まれた「キャメラ」と「カメ」を掛けたザコ怪物。ザコとはいえ5000マイト以上の霊力を持っている。美智恵の登場によりヨリシロを切り離され退治された。
大魔球1号
ルシオラが作った一つ目のザコ怪物。霊力3200マイトで強力な放電能力を持つ。雨に弱い。元ネタは「侍ジャイアンツ」の主人公「番場蛮」の必殺技「分身魔球」。
ハニワ兵
アシュタロスが大量に創り出した兵鬼。「ぽ〜」としか話せず見た目はマヌケだが、逆天号の操縦やアシュタロスの警護、洗濯などの雑用まで何でもこなす。自爆装置も備えられており、護衛対象に敵が近づくと大量に覆いかぶさり大爆発を起こす。

### 魔界正規軍
ワルキューレ
魔界第2軍所属の特殊部隊の大尉。ジークの姉で、血は紫色らしい。武闘派魔族の美神暗殺計画を阻止するため、極秘裏に人間界へと差し向けられた。
人界との交流があり、小竜姫よりは人界に詳しい。最初は横島のことを役立たずだと考え戦力外通告し、「戦士でないものは去れ」と突き放した。文珠の開花により認識を改め、横島に文珠の使い方を伝授し仲間と認める。
人間体では春桐魔奈美（はるきり まなみ）と名乗り偶然を装って美神に接触。キヌの不在ですっかり荒れ果てた美神事務所の秘書となる。春桐とはワルキューレの英語表現（バルキリー）のもじりである。
自分にも他人にも厳しい軍人肌で、口調も態度も軍人そのもの故に規律を守らない者が大嫌い。とても打たれ強い。彼女達キリスト教系魔族のルーツは、一神教に否定され悪役としてとりこまれた土着の神であるため、祖先は神族である。人間に対しては最初の頃は、虫唾が走るほど嫌っていたが美神たちとの触れ合いを通じて、認識が少しずつ変わりつつある。
ジークフリート
姉のワルキューレと同じく軍に所属する。愛称はジーク。情報部所属で階級は少尉。
神魔交流と和平（デタント）の一環として妙神山に出向している。祖先は神族であり、その先祖返りから魔族の闘争本能があまりなく、基本的に冷静で温厚。しかし、ベレー帽をかぶると魔族軍での訓練を思い出して戦闘的な性格に豹変する。
普段は意図的に封印しているが、元々の能力は高いため戦えば強い。しかし情報部のため余り戦うことがないので、際立つ能力を見せたことはない。

### 魔族　その他
デミアン
美神暗殺に差し向けられた刺客の1人。様々な形に姿を変える不定形の怪物。普段は目つきの悪い10歳前後の少年の姿をとる。高い戦闘力に奢ることなく行動は冷静沈着。無敵に近い能力を持ち、何度倒されても死ぬことはない。実は動いているのは魔力によるダミーで、本体は小さなカプセルの中にあり、弱点でもある。
美神の護衛に現れたワルキューレを窮地に陥れるが、妙神山門前での戦闘においてベルゼブルの横槍で横島の能力が開花してしまったことにより形成が逆転。文珠により倒された最初の敵役となる。最後は文珠を使えるほどの実力者を時給255円でこきつかっている事に納得できないまま死亡した。
ベルゼブル
美神暗殺に差し向けられた刺客の1人。「蝿の王」。多くのクローンを持ち、敵の監視なども行う。クローンの一体一体はそれほど強くない。陰湿かつ軽率な性格で、それが災いして妙神山門前での戦闘において横島の能力を開花させてしまう。その失態から月へ左遷され、メドーサとともに美神達との最終決戦に臨むが、本体を狙撃され倒された。
グレムリン
「翼のある小悪魔」。いたずらと機械いじりが大好きで、グレムリンのおこす機械故障を「GE」（グレムリン効果）と呼ぶ。
MHK放送局の通信衛星を巣として卵を産みつけていた。きれいな歌声が苦手という弱点がある。卵から孵った幼生が横島に懐くが（インプリンティング）、以後登場はしなかった。
マネキンに取り憑いた悪魔
声 - 平松晶子
デパートのライトの配置によって偶然できた魔法陣から召喚された下等悪魔。マネキンに憑依し、デパート内の人間を次々とマネキンに変えていった。
アニメではかつて唐巣に祓われており、復讐のために唐巣のみならずGSを次々とマネキンに変えていた。
パイパー
声 - 若本規夫
その昔、欧州で「ハメルーンの笛吹き」と恐れられた悪魔族。ラッパの音色で、人を子供にする能力を持つ。自身の魔力の源でもあり、弱点ともなっているのが「金の針」。使い魔ネズミを変化させたミニパイパーで効果範囲を増幅させ、多くの人間を子供に変える事が出来る。
ピエロの姿をしているがネズミの化身であるため、猫が苦手。その上自分がハゲだと気にしている（アニメ版ではそれに関する美神の暴言はピー音処理されている）。使い魔の小型パイパー達は精神年齢が低いために笑いのツボが浅く、特に一発ギャグ（美神曰く「給食で牛乳飲んでる子を笑わせるノリ」）に弱い。
賞金がかけられており、復活したという噂を聞きつけて金の針を取り寄せた美神の不意をついて襲い子供化する。その後、唐巣やピートも子供化するも、幼児化した美神の助言で横島とキヌに本体の居場所を知られ、最後は金の針を武器にした令子によって倒された。
劇中最初の長編に登場した強敵ではあるが、初期に登場しているだけありギャグ要素が強い。
ナイトメア
声 - 掛川裕彦
馬型の夢魔。人に寄生し、その人間に悪夢を見せることで、その人間の生気を奪い徐々に殺していく。オカマ口調で（原作ではそれほどでもないが、アニメでは強調されている）、「〜じゃない?」が口癖。不意討ち・騙し討ちや心理攻撃を仕掛ける、美神の分身やシャドウを人質兼手駒として操るなどといった手段を平然と用いる、卑怯な性格。
一時は美神令子を昏睡状態に追い込む。令子の夢の中でも前述の数々の卑怯な手段を使って冥子や横島たちを苦しめた。最後は令子からエネルギーであり武器でもある夢を奪われ、あっけなく倒された。
アシュタロスの手で復活を遂げ、救助にあたっていた消防隊を眠らせるなど猛威を奮っていたが、パピリオがGSチームを乗せたヘリを不時着させた際に押し潰された。
ハーピー
「人面鳥」。時間移動能力を持つ美智恵と幼い令子を抹殺するために送り込まれた魔族の殺し屋。語尾に「じゃん」という言葉をつける口癖がある。一度は美智恵の退魔護符によって魔界へ送り返されたが、数年の時を経て再び令子の前に姿を現した。狙撃能力が高く、自分の翼から発射する羽根の弾丸（フェザーブレッド）は令子のボディアーマーの強度を上回るほどの威力を持つ。過去の世界から来た美智恵によって、再び魔界に送り返された。
アセトアルデヒド
酒好きの人間に寄生しアルコール中毒にしてしまう悪魔。唐巣神父によって祓われた。
ヒドラ
霊的アンテナを配する巨大構造物と化した魔族。月の魔力を地球へ送り届ける計画のため、メドーサらとともに月に送り込まれた。
プロフェッサー・ヌル
タコの魔物で中世の科学者。カオスの不在をついてマリア姫の城を乗っ取っていた。自ら作り出した人造モンスターを使い近隣の村を襲っていた。8本の足にはそれぞれ異なる特殊能力があり、炎・雷・氷などが確認されている。切り離した手足を部下にする能力も持つ。タイムスリップで中世に現れた美神の援護を受けたドクター・カオスによって倒される。
アシュタロスの命で動いており、人造モンスターを兵器として世に売りさばくことで神族・魔族を巻き込んだ全面戦争を画策していた。
ゲソバルスキー男爵
プロフェッサー・ヌルの親衛隊「暗黒騎士団」隊長。ヌルの足から精製される。マリア姫の「恥かしい写真」を盗撮していたりと、かなりのギャグ要員。
ガーゴイル
「動く怪物の石像」。プロフェッサー・ヌルの使役する人造モンスターの一種。鳥型、火竜型など様々なタイプが存在する。美神達が中世で最初に対峙した個体は鳥型の「TFC02577」で、機械犬バロンによって倒された。
ガルーダ
南部グループが生み出した人造魔族。メドーサとの取引で手に入れた霊体片から培養された最強の試作モンスター。もともとはバリ・ヒンズーの魔鳥で上級の鬼神。デザイン上のモチーフはブルース・リーの「怪鳥音」。
ゴーレム
南部グループが性能テストのため美神一行にけしかけた心霊兵器。ミリタリー仕様で各種近代兵器を内蔵していた。身体のどこかにEMETH（真理）という文字が刻んであり、Eを消しMETH（死）とすることで活動を停止するが、茂流田曰く「最も隠すに相応しい場所」に記されていた。ゴーレムという名の元々の意味は「胎児」であり、美神の再刷込みによって支配権を乗っ取られた。
ケルベロス
3つの頭を持つ「地獄の番犬」。パピリオがペットとして飼っていた。横島の逆天号脱出作戦の際、暴動の濡れ衣を着せられてベスパにシバかれた。また、香港地下においてメドーサがケルベロスをモデルにした石像を使役していた。
ラプラス
前知魔。絶対に当たる予言をする。パンドラの函に最後に残ったものであり、現在はバチカンに幽閉されている。見ても聞いても言ってもいけない存在。「ラプラスのダイス」とは、この能力を模したサイコロのことで霊能力の影響を受け付けないため、GS試験での抽選に使われている。
この回は映画「羊たちの沈黙」のパロディで、ラプラスの役回りはハンニバル・レクター。
アラストル
美神監修のデジャヴーランドアトラクション「マジカル・ミステリー・ツアー」のトリを務めるボスロボット。客の第六感を刺激するため低級霊が詰め込まれていたが、予算をケチったために霊が合体し、ロボットを乗っ取り美神を拉致する。横島のロボットに乗り移り外の世界に出ようと試みるが、同じく美神のロボットに憑依したおキヌによって倒された。
チューブラー・ベル
別名、霊体癌（エクトプラズム・キャンサー）。人間の霊体に寄生・増殖し宿主を死に至らしめる悪魔。「GS美神´78!!」におけるボス敵。過去、美智恵の両親に祓われた妖怪の報復により美智恵の身体に植え付けられ、彼女の身体を蝕み続けていた。その後、公彦の介入で彼の霊力をも取り込むことで実体化する。
ベリアル
殺し屋時代の小笠原エミが師より受け継ぎ「契約」していた低級悪魔。その真価は呪縛により抑えられている。契約終了後はヴァチカン宮殿の地下に封印された模様。
魔王
魔族の頂点に立つ存在。最高神と共に登場し、シルエットのみであっても圧倒的な存在感と力を放っていた。関西弁で話すなど、巷に流布するイメージとかけ離れた雰囲気だが、面会したジークフリートは二人が去った後に緊張の糸が切れてその場にへたり込んだ。麻雀が趣味らしく、最高神をゲームに誘っていた。アシュタロス編の最終局面で最高神と共にアシュタロスの暴走を食い止めた。

## 妖怪
ブラドー伯爵
声 - 森功至
ピートの父親で、最も古く強力な吸血鬼。容姿はピートと瓜二つ。かのドラキュラ伯爵は彼のいとこの妻の兄にあたる。長い間眠っていたこともあり、中世で思考が止まっている、息子にとって恥ずかしいアナクロ親父。GSチームが初めて対峙した敵である。作中の歴史では2回以上はペスト流行の原因となる。若かりし頃のカオスが駆るカオスフライヤー1号と死闘を繰り広げた結果大打撃を受け、自分の領地で力が戻るまで眠っていた。
ピートの振りをしてエミを籠絡し、エミにより横島を籠絡。二人を従えて美神たちを追い詰める。最後はピートとの親子対決の末に支配権を奪われて敗北する。支配権を奪われただけで死亡してはいないはずだが、アシュタロスの最終決戦では他のキャラクターとともに再生怪人として登場している。
死津喪比女（しずもひめ）
キヌの故郷、御呂地岳に根を張る地霊で植物の妖怪。キヌが人柱となって、数百年間封印されていた。
キヌが地脈から切り離されたため復活し、神社仏閣を悉く破壊し、霊力を込めた花粉で通信能力を奪って東京を占拠した。半人間型の分身体を幾らでも造り出せるため、後手に回ったGSチームの大半を無力化して、美神らを追い詰めた。地脈システムにより増幅されたキヌの決死の特攻は失敗に終わるも、エミが呪いを込めたライフル弾（細菌兵器）を撃ち込まれ、横島の栄光の手で本体である球根にトドメを刺される。
ナミコ
声 - 川村万梨阿
夫の浮気に嫌気がさし、横島をナンパしていた人魚の女性。尾ひれは乾かせば人間の足になり、濡れると元に戻る。
半魚人
声 - 郷里大輔
逃げた女房のナミコを追って夜な夜なホテルを徘徊していた。最後は元の鞘に収まり、海に帰って行った。
妖刀
持ち主を意のままに操ることができる。
妖刀シメサバ丸
声 - 佐藤正治
日本刀に宿った悪霊。刀を手にした人間の自由を奪い、戦の殺気を感じるとどこへでも飛んで行き人を切る。
直接手に触れずとも近づいた人間に念波を送り込み、操ることができる。その切れ味は鋭く、神通棍を一刀両断するほど。美神と立ち会うが、服の下に着込んでいたプロテクターによって折れて力を失う（それでもプロテクターに傷を付けた）。残った刃先はおキヌの包丁となった。
アニメでは、エミが地獄組および美神をつぶすために、美神のもとに送りつけたという設定となっている。また、横島に箱を開けさせる際、女性の声で誘惑している。
霊刀のカミソリ
100年ほど前、ロンドンを騒がせた連続殺人犯。実体がなく、切りつけた人間の体と精神を乗っ取り次々と宿主を乗り換えていく。日本でも殺人事件を起こしオカルトGメンに追われていたが、シロとタマモの連携捜査によって除霊された。宿主は女性の方が相性が良いらしい。シメサバ丸とは違いこちらは完全に意識を掌握する。

雪女
声 - 江森浩子
高原の村に出没し村人やスキー客を氷漬けにして襲う妖怪。単純に冷やすのではなく、「相手の熱量を奪う」という逆エントロピー的能力の持ち主。
退治にやってきた唐巣を返り討ちにするほど能力は高かったが、美神によって液体窒素で逆に凍らされる。かき氷グルメ。
アニメでは美神令子除霊事務所の3人（原作では横島が凍らされるが、アニメでは難を逃れた）と冥子並びに式神たちを除くGSチームの面々や厄珍、全国から訪れたGSたちをことごとく氷漬けにする実力を見せている。
モンタージュ
声 - 平野正人
映画や写真に宿る魂を食い荒らす妖怪で、多方面から高額の賞金がかかっていた。アニメ版においてはこのエピソードが最終回となり、GSチームが一堂に会して戦うという展開上、強敵として位置づけられている。
コンプレックス
声 - 松尾銀三
嫉妬や怨念など人間のマイナス思考が生みだした醜悪な面と体型の妖怪。浮遊霊に霊力を込めた水着を取りつかせることで自在に操ることができ、レジャープールの恋人達を襲っていた。横島の心の声を代弁し彼とともに心象風景の海に向かって吠えるなど、完全なギャグ要員。しかしアニメでは、ナレーションを務める見鬼くん曰く「モテない男の日本代表とも言える」横島の怨念を主要エネルギー源としているため、ビーチボールやビーチパラソルを飛ばして攻撃するなどパワーアップしており、下等妖怪でありながら美神を手こずらせるほどの力を見せている。「〜だぎゃー！」と珍妙なイントネーションで喋る。
ゲーム妖怪
声 - 掛川裕彦
ゲーム開発中、「キャラバン・クエストV」の魔王に取り憑き、プログラマー達の魂をゲームに吸い込んでいった。魂を吸い込まれた人間はゲームのキャラクターとなる。
魔王（ボスキャラン）
声 - 掛川裕彦
人気RPGシリーズ「キャラバン・クエストV」のボスキャラクター。「ボスキャラン」の名はアニメで設定された（アニメ内でも「魔王」とも呼ばれている）。ゲーム開発中に上記の妖怪に取り憑かれてしまっていた。妖怪による改変の影響でゲーム内では無敵の強さ。

キマイラ
「複合妖獣」。飛行場で暴れていた妖怪。タイガーの霊力を恐れて逃げ出した所を除霊された。
ゾンビ
メドーサが香港にてキョンシーの技術を応用して作り上げた、特製のアンデッドたち。動きが素早くダメージにも強い上、知能も高い。
呪われたクレーン・ゲーム
数年前、破産に追い込まれ自殺した店主の怨念が宿ったクレーン・ゲームの妖怪。ゲームに失敗した客は魂を吸い込まれ、同じぬいぐるみにされる。クレーン・ゲームの得意な横島によって、囚われたGSチームは全員解放されたが、肝心の本体には逃げられた。
乙姫
竜宮城の主。浦島太郎に裏切られたことから女好きの男性を拉致しては殺していた地雷女。色香につられた横島を監禁し、美神とキヌを始末しようとした。上半身は美しくグラマーな女性で、下半身は蛇と本来のモデルとされるトヨタマヒメよりはカミナガヒメに近いデザイン。美神に玉手箱をぶつけられ、脱出しようとした三人を乗せたカメに巻き付いて陸まで追いかけるが上陸した際にはすっかり年老いていた。
セイレーン
美しい歌声で船乗り達を惑わせ船を沈める妖怪。以前ヨーロッパでカオスに敗れ、長い年月をかけ日本近海へたどり着いた。彼女を退治するには歌で勝負するしかないため、GSチーム総出のカラオケ合戦となった。
美衣（みい） & ケイ
とある田舎の山奥で静かに暮らす母・美衣と息子・ケイの化け猫親子。地元のゴルフ場開発計画に対し妨害工作を行っていた。彼女らの境遇に同情した横島によって庇われ、美神もまたこれを黙認。再び静かな山奥へと帰っていった。
河童
南武グループの茂流田と須狩が美神達にけしかけた心霊兵器の一種。
カマイタチ
3匹1組の風の妖怪。先頭が人間を転ばせ次が身体を切断、しんがりが傷から霊力を吸い取って血を止める。イタチと名は付いているが、3匹とも一見するとサメのような容姿。
「絶対可憐チルドレン解禁ガイドブック」内の特別読切版にも同名の妖怪が登場する。カオスと厄珍の開発した汎用妖怪分解装置の暴走によりおキヌの霊体を取り込んで進化した後、特殊能力「時代の風」を使い、1990年代丸出しのGSチームに対し猛威を振るった。
メゾピアノ
愛子と同じ学校妖怪。夜中に学校に忍び込みピアノを弾くだけの存在。愛子曰く、学校怪談の定番「夜中にひとりでに鳴るピアノ」は8割がた彼の仕業である。しつこい性格で、自分より美しくないものの言うことは聞こうとしない。
超ゴキブリ
厄珍堂の害虫駆除用魔法薬「ジェノサイドZ（製造禁止によって薬効期限切れ）」によって、超進化を遂げたゴキブリ。通常のゴキブリに対しては半狂乱する美神であったが、変化した彼は冷静にしばき倒された。
スライム
妖怪の中でも最も下等でやっかいな存在。霊気が弱いため接近されても気付きにくく、アメーバ状のため一部でも退治し損ねると、そこからまた再生する。
病魔（びょうま）
病気で苦しむ人間の霊波を好む妖怪。取り付かれるとポルターガイスト現象を発生させ死に至らしめる。身体が非常に小さいため、美神、横島、白井医師の3名で幽体をミクロ化させて幹部に侵入、除霊にあたった。なお、この件で現代医学の敗北を認識した白井医師は現代医学を磨きなおすべく、プロレスに入門した。
クモ妖怪
何らかの拍子で変化した巨大なクモの妖怪。下水道を巣として人間を誘拐していた。遅行性の毒を持っており、前足に引っ掻かれることで感染する。遅効性の毒は10年を経て感染者の命を奪う。
天狗（てんぐ）
呪法と霊武道を修めた修験者。ムッツリスケベで性的興奮と共に霊力が高まり鼻が高く伸びる。妖怪の専門医で、どんな病気でも治せる霊薬を持つ（霊薬を得るには対決して勝たなければならない）。
シロの父（犬塚）と対決して片目を奪うが胸から腹にかけて大きな刀傷を負わされた。犬塚との再戦を待ちこがれていた。
海坊主とその配下の海妖怪
毎年恒例となっている六道女学院の臨海学校除霊行事の敵妖怪。
海坊主（うみぼうず）
海妖怪達の指揮官として登場。毎年恒例となっている六道女学院の臨海学校除霊行事において、それまで散発的でしかなかった海妖怪・海幽霊たちの行動を統率し、臨海学校を大混乱に陥れた。
舟幽霊（ふなゆうれい）
声 - 嶋方淳子
海坊主の指揮の元、本隊として六道女学院臨海学校を襲った海の妖怪達。一つ目の丸い形状。柄杓はすでに持っている。幽霊潜水艦乗組員として1巻にも登場している。
アニメ第17話においても同名の妖怪（声：緒方恵美）が登場するが、こちらは完全オリジナル。
メロウ
海坊主の指揮の元、妖怪コマンド部隊として後方撹乱を行った海の妖怪達。人魚の一種であり、その可愛らしい容姿から女生徒達が戦意を喪失、猛威を振るった。
平家ガニ
海坊主の指揮の元、妖怪コマンド部隊として後方撹乱を行った海の妖怪達。背中の甲羅にいかつい顔がついている。ハサミの合図で味方同士を認識しあう。

ハロウィン妖怪
日本にハロウィンの習慣が定着していないことを嘆き、クリスマスに遊園地で暴れていたカボチャの妖怪。とある事情からおキヌが単身で除霊に向かうが、ネクロマンサーの笛は通用しなかった。
グラヴィトン
肥満と成人病に悩む古代フトール帝国の人々が崇めた魔神像。日本の博物館で一般公開されていた。令子に容姿を罵られ、復讐として彼女の霊力を源に加速度的に体重を増やしていくという呪いをかける。狂気と化した令子にあわや破壊されかけるが、体重を前より1キロ減らすことを条件に事なきを得た。

## 精霊・妖精

### 月神族
迦具夜（かぐや）
月神族の長で月の女王。地球の神にも魔にも属さない独立した勢力だが、月世界がメドーサに襲われた際に地球の神族と魔界正規軍に助けを求めた。
月世界の施設や迦具夜の容姿は松本零士のキャラや世界観のパロディ。
神無（かんな）
月神族。月の警官隊の隊長。きつい性格で思ったことははっきりと口にする。当初は月に来た美神達を「こんな連中」と呼び信用していなかった様子。月の戦士としては強いが、メドーサには相手にされず、地球の神族や魔族はおろか人間の霊能者にも劣る程度の力しかない。
朧（おぼろ）
月神族。迦具夜に仕える官女。ヒーリング能力を持つ。軽い性格で、初めて接する男性である横島に興味津々であった。
月警官
迦具夜に仕える月神族の警備隊。全員が女性である。魔界の百倍以上の魔力濃度の中で生きる彼女達は、メドーサら魔族の侵略に対抗できずにいた。

### 精霊・妖精　その他
サンタクロース
声 - 飯塚昭三
クリスマスの夜に子供たちにプレゼントを配ってまわる老人。良い子も悪い子も関係なく、クジ引きで選ばれた子供の家にのみ現れる。プレゼントが出てくる袋を持つが、大人がプレゼントを取り出した場合出てくるのは「子供の頃欲しかった物」、子供の頃に受け取っていた経験のある者は「既に贈られたその物」のみ。アニメではクジ引きによる子供の選抜の設定はなく、大人が袋からプレゼントを取り出した場合、子供の頃に大切にしていたものが出てくるという設定になっている。
仕事中、美神事務所の結界にぶつかり動けなくなったため、サンタ代行を申し出たおキヌに金欲と色欲に目の眩んだ美神と横島が便乗するが、その仕事はクリスマスの1日（24時間）で世界を一周するため、生身の人間にはキツかった。当人曰く「体が資本」でガラと酒癖が悪い。関西弁を話す。
イフリート
自称「全知にして全能」。アラーの神との契約により、壺を開けた人間の願いを三つ叶える聖なる壺の精霊。悪さをした罰として決まった数の人間の願いを叶えるまでは壺から出られないようになっており、手っ取り早くノルマを達成するため願い事を曲解したり、聞こえないフリをしたりする、しょうのない精霊。実は妻子持ちで家族の元に早く帰るのが目的だったが、美神によって吸引符で封じられた上、壺ごとゴミに出された。
フォーチュン
幸運の精霊。ビッグ・カジノに監禁されており、強制的に幸運を授けさせられていた。解放された後は今まで彼に幸運を授けた分、まとめて不幸のどん底にたたき落とした。
ユニコーン
一角獣。角にはあらゆる病気・呪いを治す効果がある。乱獲で数が激減したため、ヴァチカン条約により特別保護種に指定されている。神話により美化されてきたが、女性の好みには煩く、農家にとっては畑を食い荒らす害獣でしかない。
邪精霊
声 - 江川央生
ジャングルに棲む邪悪な精霊。輸入動物にとりつき日本に来た。吹き矢による呪いを使う。呪いを掛けられたものは身長がどんどん縮んでいき、本体はその分霊力を吸い取り大きくなる。さらにアニメでは、動物を凶暴化させ暴れさせる能力も持っている。また、タイガーの精神感応による幻覚内でも登場している。
ボガード
わるふざけや破壊活動を趣味とする性悪な妖精。巨大遊園地「東京デジャヴーランド」のぬいぐるみロボを乗っ取り悪事を働いた。

## 鬼

### 式神
六道家（十二神将）
物語序盤こそ、その能力で活躍を見せるものの、敵が強力化してきた中盤以降はめっきり出番が減った。
クビラ（子）
六道家のネズミの式神。霊視能力を持つ。
バサラ（丑）
六道家の牛の式神。霊を吸引する能力を持ち巨大な掃除機のような働きをみせる。
メキラ（寅）
六道家のトラの式神。短距離の瞬間移動能力を持つ。
アンチラ（卯）
六道家のウサギの式神。鋭い耳で相手を切り裂くことが出来る。ダメージを受ける描写が多い。
アジラ（辰）
六道家の龍の式神。口から火を吹き、相手を石化させることが出来る。活躍の場面が少ない。
サンチラ（巳）
六道家のヘビの式神。電撃攻撃を行う。稀にではあるが、乗り物となることがある（海の上など）。横島に巻きついていることが多い。
インダラ（午）
六道家のウマの式神。最高で時速300キロでの走行が可能。普段は冥子を乗せて移動している事が多い。
ハイラ（未）
六道家のヒツジの式神。毛針を使用した攻撃を行い、自分と周囲の人間を夢に入り込ませるサイコダイブの能力を持つ。
対ナイトメア戦では冥子の主戦力として活躍した。
マコラ（申）
六道家のサルの式神。変身能力を持つ。長時間放置していると、身を守るために周囲の人間に同化する習性がある。
脱走騒動を起こし、美神たちを振り回した。
シンダラ（酉）
六道家のトリの式神。亜音速での飛行が可能。空中戦で活躍する。
死津喪比女との戦いの際、重傷を負いながらも細菌兵器を美神たちに届ける大役を果たす。
ショウトラ（戌）
六道家の犬の式神。怪我や病気を治癒させる能力を持つ。
GS試験編では救護班として活躍した。
ビカラ（亥）
六道家のイノシシの式神。戦車並みの怪力を持つ。横島をよく丸呑みにしているが、敵意がある訳ではなくスキンシップのつもりらしい。
鬼道家
夜叉丸（ヤシャマル）
鬼道政樹の式神。他の式神を吸収することで、その式神の能力と合体することができる。
準備運動なしでは泳ぐことが出来ず、おキヌの危機に足が吊るという失態を犯す。

### 鬼　その他
娑婆鬼（シャバンニ）
鬼ヶ島に住む鬼の一族の子供。ミニ四駆で人間の子供に勝負を挑み、負かした相手の尻子玉を抜いていた。取り戻すには、勝負を受けて勝利するしか方法はない。
横島、雪之丞、ピート、タイガーの青年GSチームと激戦を繰り広げるが、4人のマシンに掛けるの熱い情熱パワーの前に敗れさり、今度はビーダマンでの勝負に移行した。
夜叉鬼（ヤシャンニ）
娑婆鬼の姉。娑婆鬼が負けたことへのオトシマエをつけるため、美神除霊事務所に再戦を申し込みにやってきた。大人の遊びと称して親父臭いゲームを好む。
ゴルフで勝負することになった令子と夜叉鬼であったが、試合は途中から妨害の応酬となる泥沼の様相を見せ、最後はおキヌのビギナーズラックによって引き分けに終わった。
食人鬼女（グーラー）
南武グループの茂流田と須狩が美神達にけしかけた心霊兵器の一種。文珠「恋」によって横島に惚れる。洗脳が解けてからは美神達に協力し、心霊兵器として操られていた他の仲間達を解放した。横島と初めてキスをした女性。
餓鬼（がき）
チョコレート工場を襲っていた鬼の一種。デブと言われるとキレる。子餓鬼に分裂して攻撃を繰り出すが、ヨコシマンの「バーニングファイヤメガクラッシュ」によって瞬殺された。
通信鬼（つうしんき）
魔界に棲む鬼の一種。同種の仲間とであれば、遠距離はもちろん異界とでも交信が出来るため、名前どおり通信に使われている。

## ゲストキャラクター
椎名高志の他作品からのゲストキャラクター、または椎名個人と親交のある作家及びその作中人物をモデルとした特別出演キャラクター。
プロトタイプ・セイリュート
『ヒーローズ・カムバック』収録「ブレイク・ユア・デスティニー」に登場。『一番湯のカナタ』からのゲスト出演。
地球に不時着した星の船に宿る霊体。のちに作られたセイリュートの実証試験機であり、彼女の姉にあたる。
土地神として地球で暮らしていたが、地主が変わったことで除霊対象として美神らと対峙した。人質として差し出された横島の煩悩パワーを霊力に変換し、戦国時代で新たな居場所を得ようと画策する。
織田信長
『ヒーローズ・カムバック』収録「ブレイク・ユア・デスティニー」に登場。『MISTERジパング』からのゲスト出演。
戦国時代・尾張領主。隣国斉藤家との戦のさなか、突如現れた横島の乱入により斉藤方に対し劣勢を強いられていた。
横島を現代に追い返すべく、彼を追って戦国時代にやってきた美神・おキヌらに協力する。
明智光秀
『ヒーローズ・カムバック』収録「ブレイク・ユア・デスティニー」に登場。『MISTERジパング』からのゲスト出演。
斉藤家が横島を召し抱えたことで彼に仕えるようになる。
九能市 氷雅（くのいち ひょうが）
『(有)椎名百貨店』収録『乱破S.S.』からのゲスト出演。
伊能家に代々仕える忍「乱破」一族のくノ一の娘。GS試験二回戦において横島と対峙した。性格は高飛車にして陰険。
霊刀ヒトキリマルを使う他、忍術を駆使して横島を苦しめたが、「心眼」を開化させた横島の煩悩パワーの直撃を受け吹っ飛ばされた。
真友 康則（まとも やすのり）
『(有)椎名百貨店』収録『発展途上帝国MORO』からのゲスト出演。
デジャヴーランドで子供に変化していたタマモが知り合った少年。家庭の事情から一人で遊園地にいた。
タマモの手前、男の子として強がっていたが、最後は素直な自分を見せ、彼女と心を通わせる。
高橋 留美子
本人役での特別出演。若い時の美神美智恵が半裸で悪霊（令子の父）と闘う姿を見て、『うる星やつら』のアイデアを思いつく（『勝手なやつら』まではすでに発表していた）。

## 架空のキャラクター
劇中劇のキャラクターなど。
モガちゃん
声 - 中島千里、荒木香恵
リカちゃんのパロディ。主に女児に人気の着せ替え人形。「呪いの人形帝国!!」で初登場。美神の持っていたものが、彼女自身の霊能力に感化されて魂を持ち、騒動を引き起こしてしまう。その後も作品世界の代表的な女児向け玩具として度々登場した。設定ではパパはリビアで大佐をしている。
後の椎名作品である『絶対可憐チルドレン』にも頻繁に登場する。
幕末の狼
新撰組・土方歳三（声:屋良有作）を主人公とした1930年作の白黒映画。モンタージュの狩場となっていた。
沖田総司（声:緑川光）が血を吐きながら人斬りに飢えているアブナイ性格であったり、斬新な新撰組演出を狙っている。
宇宙刑事メットマン
子供たちに人気の特撮ヒーロー番組。このメットマンのお面に重要文化財である神楽面が恋をした。
自衛ジョー
GIジョーのパロディ。茂流田によって生き人形にされる。
自衛ジョーは、『(有) 椎名百貨店』の『Dr.椎名の教育的指導!!』に収録された『呪いの人形』でも生き人形になっている。
モガちゃんほどではないが、『絶対可憐チルドレン』にも登場する。

## 劇場版オリジナル
織田信長（ノスフェラトゥ）
声 - 納谷悟朗
かつて天下の覇権を狙った戦国武将。正体はバチカンから追放された吸血鬼で本物の織田を殺害後、彼に成り代わって日本を征服しようとする。明智光秀の手によって弱点である心臓を潰され倒されるも、美神の血を吸収して復活する。さらに吸血鬼の弱点である銀の弾丸と十字架をアクセサリーにしたり、ニンニク添えの料理を食べたり、太陽の光を日光浴で浴びたりなど、通常の吸血鬼とはかけ離れた性質を持つ。通常の吸血鬼とは違い、血を吸うだけでなく人間や動物、ゴーストのエネルギーまで吸い尽くしてゾンビ化させてしまう。人間やヴァンパイア・ハーフよりも遥かに古い時代から生きている。ピートからは同じ吸血鬼と言っても「奴は我々の仲間なんかではありません」と断言されており、「奴に比べたら有名なドラキュラ伯爵や僕の父のブラドーなど赤ん坊のような者」と言わしめるなど吸血鬼の類では最強クラスで、唐巣からは「ノスフェラトウが復活すれば日本が、いや世界が滅びるのも時間の問題だろう」と言われるなどかなり危険な存在として描かれる。
美神の血を吸収したことによりゴーストスイーパーの高い霊力が宿った血を好むようになり、エミやDr.カオスを返り討ちにして血を搾り取っていた。
森蘭丸
声 - 古川登志夫
信長の側近の蜘蛛妖怪。実在の人物とは異なり、死にかけていたところを偶然通りかかったノスフェラトゥ信長に助けられて側近となった。その経緯から彼を信奉している。
明智光秀
声 - 青野武
信長に仕えていた武将。彼の正体に気付き本能寺で対決し、打ち倒すもいずれ復活することを予期し美神たちに精霊石で作られた槍（美神曰く「時価450億」）を託す。序盤と終盤で幽霊として美神の手助けをする。
愛と正義を信ずる悪霊祓い師であり、そのような観念を持たない美神令子には呆れていた。小説版では本心を隠して信長に仕え続けた半生を独白で語っており、妻にも苦労の掛け通しだったと詫びていた。